# Список атомних підводних човнів США

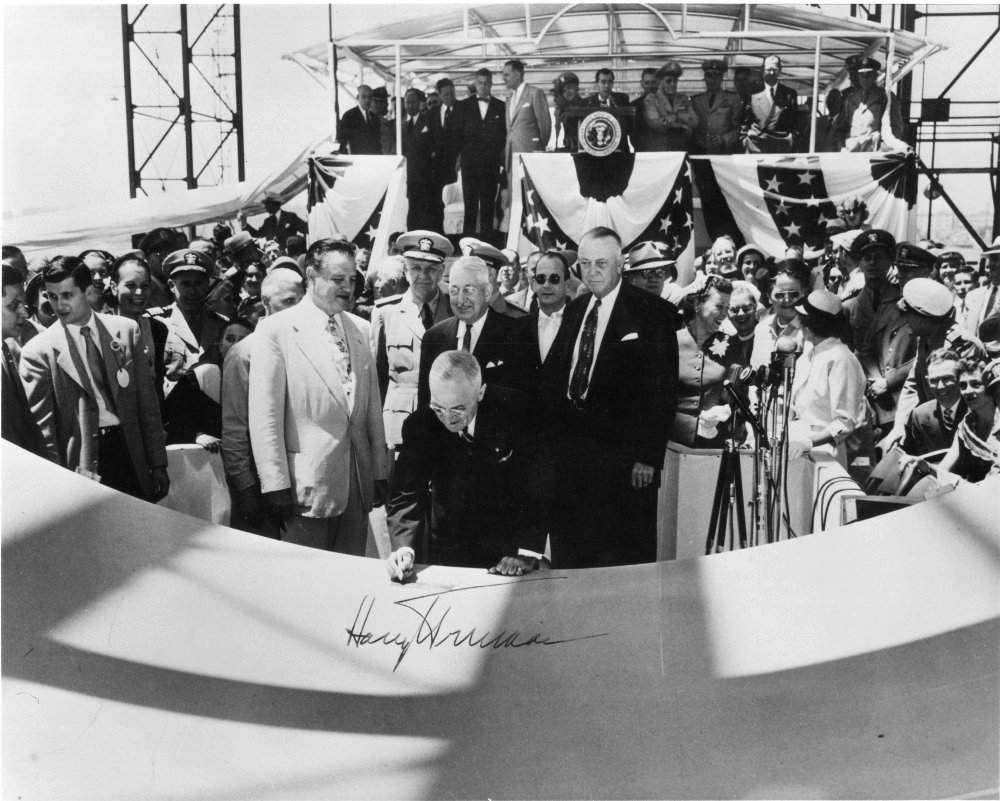
Президент США Гаррі Трумен на церемонії закладки першого у світі підводного човна з ядерною силовою установкою «Наутилус». 14 червня 1952

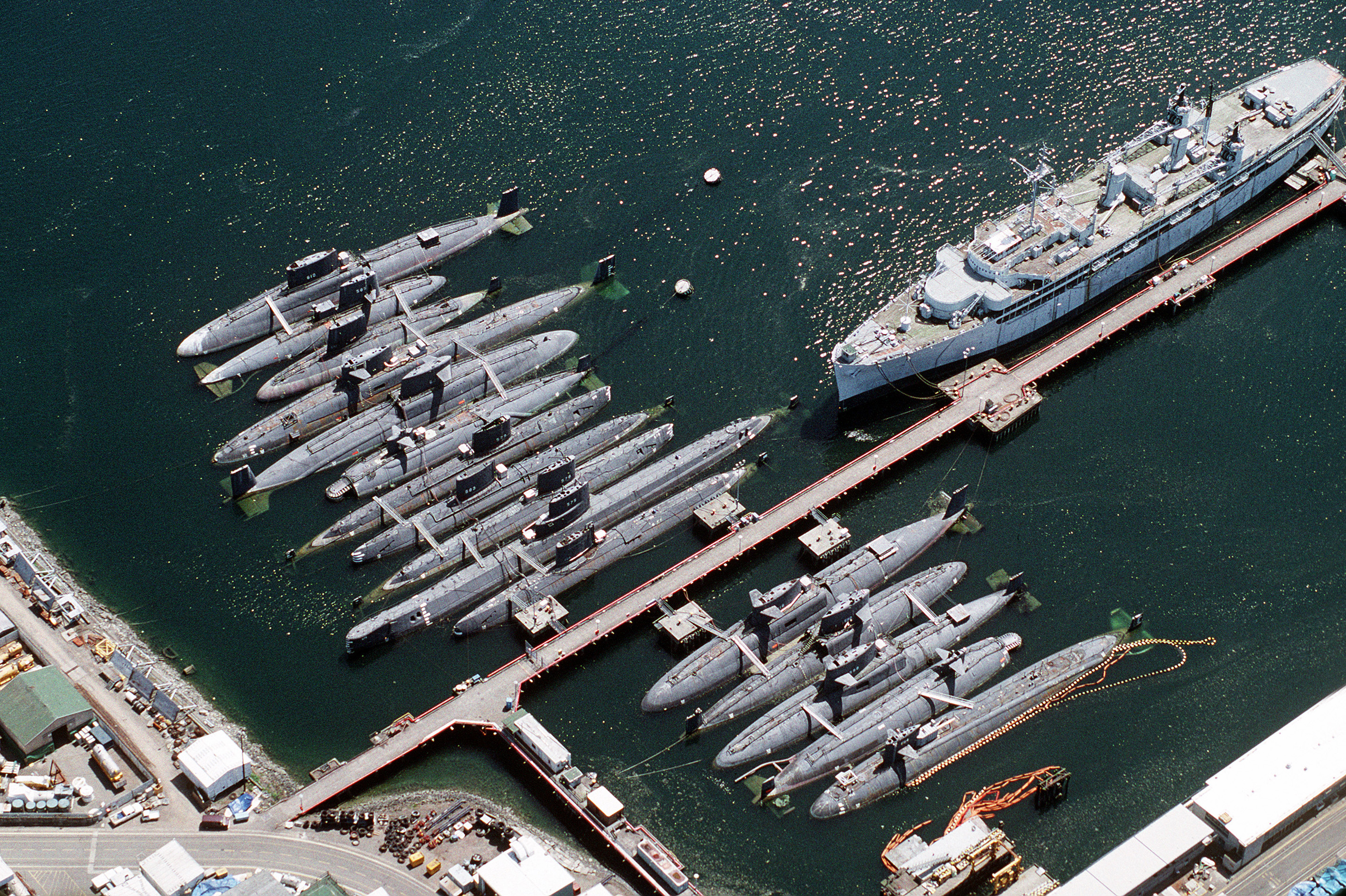
Американські атомні підводні човни на верфі Puget Sound Naval Shipyard в очікуванні утилізації. 17 травня 1993

Список атомних підводних човнів США — перелік підводних човнів з ядерною силовою установкою, які були побудовані і перебували на озброєнні, а також розроблялися для ВМС США, але не були завершені.

## Перелік атомних підводних човнів Холодної війни

### Підводні човни атомні торпедні (ПЧАТ)
| №                                                | Назва                   | Зображення                                                   | Підтип                 | Водотон., т надв.підв.                                       | Корабельня                                       | Озброєння | Закладений Спуск на воду Введений             | На службі                                                                                                  | Доля | Прим.                                                                  |
| ------------------------------------------------ | ----------------------- | ------------------------------------------------------------ | ---------------------- | ------------------------------------------------------------ | ------------------------------------------------ | --- | --------------------------------------------- | --- | --- | ---------------------------------------------------------------------- |
| Експериментальні атомні підводні човни           |                         |                                                              |                        |                                                              |                                                  | |                                               | | |                                                                        |
| 1                                                | «Наутилус»              |                                                              | «Наутилус»             | 35904158                                                     | General Dynamics, Гротон                         | 6 носових ТА калібру 21 дюймів — 533-мм (24 торпеди)                                                                                    | 14 червня 195221 січня 195430 вересня 1954    | 1955–1980                                                                                                  | 3 березня 1980 року виведений зі складу флоту; з 1982 року корабель-музей                                                           | перший у світі підводний човен з ядерним реактором у ВМС США і у світі |
| 2                                                | «Сівулф»                |                                                              | «Сівулф»               | 32604150                                                     | Electric Boat (General Dynamics), Гротон         | 6 носових ТА калібру 21 дюймів — 533-мм (24 торпеди)                                                                                    | 7 вересня 195321 липня 195530 березня 1957    | 1957–1987                                                                                                  | 10 липня 1987 року виведений зі складу флоту; у 1996 році утилізований                                                              | атомний ПЧ З рідинно-металічним ядерним реактором S2G                  |
| 3                                                | «Тритон»                |                                                              | «Тритон»               | 60597898                                                     | Electric Boat (General Dynamics), Гротон         | 6 носових ТА калібру 21 дюймів — 533-мм (24-27 торпед)                                                                                  | 29 травня 195619 серпня 195810 листопада 1959 | 1959–1986                                                                                                  | 30 квітня 1986 року виведений зі складу флоту; у 2009 році утилізований                                                             | єдиний американський підводний човен з двома ядерними реакторами       |
| 4                                                | NR-1                    |                                                              | NR-1                   | 400                                                          | Electric Boat (General Dynamics), Гротон         | не має озброєння | 10 червня 196725 січня 196927 жовтня 1969     | 1969–2008                                                                                                  | 21 листопада 2008 року виведений зі складу флоту, утилізований                                                                      | атомний океанський інженерно-дослідницький підводний човен             |
| 5                                                | «Нарвал»                |                                                              | «Нарвал»               | 50275378                                                     | Electric Boat (General Dynamics), Гротон         | 4 носових 533-мм ТА для стрільби торпедами та ракетами (UUM-44 SUBROC, «Томагавк», «Гарпун»)                                            | 17 січня 19669 вересня 196712 липня 1969      | 1969–1999                                                                                                  | 1 липня 1999 року виведений зі складу флоту, утилізований                                                                           | корпус ПЧ типу «Стерджен»                                              |
| 6                                                | «Глєнард П.Ліпскоб»     |                                                              | «Глєнард П.Ліпскоб»    | 59066584                                                     | Electric Boat (General Dynamics), Гротон         | 4 носових 533-мм ТА | 5 червня 19714 серпня 197321 грудня 1974      | 1974–1999                                                                                                  | 11 липня 1990 року виведений зі складу флоту, 1997 року утилізований                                                                | корпус ПЧ типу «Стерджен»                                              |
| Багатоцільові атомні підводні човни              |                         |                                                              |                        |                                                              |                                                  | |                                               | | |                                                                        |
| Підводні човни типу «Скейт» (4 одиниці)          |                         |                                                              |                        |                                                              |                                                  | |                                               | | |                                                                        |
| 7                                                | «Скейт»                 |                                                              | «Скейт»                | 22902900                                                     | Electric Boat (General Dynamics), Гротон         | 6 носових + 2 кормових 533-мм ТА (22 торпеди)                                                                                           | 21 липня 195516 травня 195723 грудня 1957     | 1957–1986                                                                                                  | 12 вересня 1986 року виведений зі складу флоту; у березні 1995 року розібраний на брухт                                             |                                                                        |
| 8                                                | «Сордфіш»               | Portsmouth Naval Shipyard, Портсмут                          | «Скейт»                | 22902900                                                     | 25 січня 195627 серпня 195715 вересня 1958       | 6 носових + 2 кормових 533-мм ТА (22 торпеди)                                                                                           | 1958–1989                                     | 2 червня 1989 року виведений зі складу флоту; у вересні 1995 року розібраний на брухт                      | |                                                                        |
| 9                                                | «Сарго»                 | Mare Island Naval Shipyard, Вальєхо                          | «Скейт»                | 22902900                                                     | 21 лютого 195610 жовтня 19571 жовтня 1958        | 6 носових + 2 кормових 533-мм ТА (22 торпеди)                                                                                           | 1958–1988                                     | 21 квітня 1988 року виведений зі складу флоту; у квітні 1995 року розібраний на брухт                      | |                                                                        |
| 10                                               | «Сідрагон»              | Portsmouth Naval Shipyard, Портсмут                          | «Скейт»                | 22902900                                                     | 20 червня 195616 серпня 19585 грудня 1959        | 6 носових + 2 кормових 533-мм ТА (22 торпеди)                                                                                           | 1959–1984                                     | 12 червня 1984 року виведений зі складу флоту; у вересні 1995 року розібраний на брухт                     | |                                                                        |
| Підводні човни типу «Скіпджек» (6 одиниць)       |                         |                                                              |                        |                                                              |                                                  | |                                               | | |                                                                        |
| 11                                               | «Скіпджек»              |                                                              | «Скіпджек»             | 31243600                                                     | Electric Boat (General Dynamics), Гротон         | 6 носових 533-мм ТА (24 торпеди, у тому числі ядерна Mark 45 ASTOR)                                                                     | 5 жовтня 195529 травня 195615 квітня 1959     | 1959–1990                                                                                                  | 19 квітня 1990 року виведений зі складу флоту; 1 вересня 1998 року розібраний на брухт                                              |                                                                        |
| 12                                               | «Скемп»                 | Mare Island Naval Shipyard, Вальєхо                          | «Скіпджек»             | 31243600                                                     | 23 січня 19598 жовтня 19605 червня 1961          | 6 носових 533-мм ТА (24 торпеди, у тому числі ядерна Mark 45 ASTOR)                                                                     | 1961–1988                                     | 28 квітня 1988 року виведений зі складу флоту; 9 вересня 1994 року розібраний на брухт                     | |                                                                        |
| 13                                               | «Скорпіон»              | Electric Boat (General Dynamics), Гротон                     | «Скіпджек»             | 31243600                                                     | 31 січня 195720 серпня 195829 липня 1959         | 6 носових 533-мм ТА (24 торпеди, у тому числі ядерна Mark 45 ASTOR)                                                                     | 1959–1968                                     | 22 травня 1968 року затонув унаслідок невстановлених обставин                                              | В період з 22 травня до 5 червня 1968 року зник безвісти у 400 милях (740 км) південно-західніше Азорських островів з усім екіпажем |                                                                        |
| 14                                               | «Скульпін»              | Ingalls Shipbuilding, Паскагула                              | «Скіпджек»             | 31243600                                                     | 18 січня 19573 лютого 19581 червня 1961          | 6 носових 533-мм ТА (24 торпеди, у тому числі ядерна Mark 45 ASTOR)                                                                     | 1961–1990                                     | 3 серпня 1990 року виведений зі складу флоту; 1 жовтня 2000 року розібраний на брухт                       | |                                                                        |
| 15                                               | «Шарк»                  | Newport News Shipbuilding, Ньюпорт-Ньюс                      | «Скіпджек»             | 31243600                                                     | 31 січня 195724 лютого 19589 лютого 1961         | 6 носових 533-мм ТА (24 торпеди, у тому числі ядерна Mark 45 ASTOR)                                                                     | 1961–1990                                     | 15 вересня 1990 року виведений зі складу флоту; 1 жовтня 1995 року розібраний на брухт                     | |                                                                        |
| 16                                               | «Снук»                  | Ingalls Shipbuilding, Паскагула                              | «Скіпджек»             | 31243600                                                     | 18 січня 19577 квітня 195824 жовтня 1961         | 6 носових 533-мм ТА (24 торпеди, у тому числі ядерна Mark 45 ASTOR)                                                                     | 1961–1986                                     | 14 листопада 1986 року виведений зі складу флоту; 1 жовтня 1996 року розібраний на брухт                   | |                                                                        |
| Підводні човни типу «Талібі» (1 одиниця)         |                         |                                                              |                        |                                                              |                                                  | |                                               | | |                                                                        |
| 17                                               | «Талібі»                |                                                              | «Талібі»               | 23532649                                                     | Electric Boat (General Dynamics), Гротон         | 4 × 533-мм ТА (12-18 торпед) | 26 травня 195827 квітня 19609 листопада 1960  | 1960–1988                                                                                                  | 25 червня 1988 року виведений зі складу флоту; 5 січня 1995 року утилізований                                                       |                                                                        |
| Підводні човни типу «Трешер/Перміт» (14 одиниць) |                         |                                                              |                        |                                                              |                                                  | |                                               | | |                                                                        |
| 18                                               | «Трешер»                |                                                              | «Трешер»               | 38104369                                                     | Portsmouth Naval Shipyard, Портсмут              | 4 533-мм ТА (12-18 торпед) та ракети (4-6 × UUM-44 SUBROC, 4 × «Гарпун»)                                                                | 28 травня 19589 липня 19603 серпня 1961       | 1961–1963                                                                                                  | 10 квітня 1963 року загинув в Атлантичному океані з усім екіпажем                                                                   |                                                                        |
| 19                                               | «Перміт»                |                                                              | «Перміт»               | 38104369                                                     | Mare Island Naval Shipyard, Вальєхо              | 4 533-мм ТА (12-18 торпед) та ракети (4-6 × UUM-44 SUBROC, 4 × «Гарпун»)                                                                | 16 липня 19591 липня 196129 травня 1962       | 1962–1991                                                                                                  | 12 червня 1991 року виведений зі складу флоту; 1993 року утилізований                                                               |                                                                        |
| 20                                               | «Плунжер»               | 2 березня 19609 грудня 196121 листопада 1962                 | «Перміт»               | 38104369                                                     | Mare Island Naval Shipyard, Вальєхо              | 4 533-мм ТА (12-18 торпед) та ракети (4-6 × UUM-44 SUBROC, 4 × «Гарпун»)                                                                | 1962–1991                                     | 3 січня 1990 року виведений зі складу флоту; 1996 року утилізований                                        | |                                                                        |
| 21                                               | «Барб»                  | Ingalls Shipbuilding, Паскагула                              | «Перміт»               | 38104369                                                     | 9 листопада 195911 лютого 196224 серпня 1963     | 4 533-мм ТА (12-18 торпед) та ракети (4-6 × UUM-44 SUBROC, 4 × «Гарпун»)                                                                | 1963–1989                                     | 20 грудня 1989 року виведений зі складу флоту; у березні 1996 року утилізований                            | |                                                                        |
| 22                                               | «Поллак»                | New York Shipbuilding Corporation, Камден                    | «Перміт»               | 38104369                                                     | 14 березня 196017 березня 196226 травня 1964     | 4 533-мм ТА (12-18 торпед) та ракети (4-6 × UUM-44 SUBROC, 4 × «Гарпун»)                                                                | 1964–1989                                     | 1 березня 1989 року виведений зі складу флоту; у лютому 1995 року утилізований                             | |                                                                        |
| 23                                               | «Гаддо»                 | New York Shipbuilding Corporation, Камден                    | «Перміт»               | 38104369                                                     | 9 вересня 196018 серпня 196216 грудня 1964       | 4 533-мм ТА (12-18 торпед) та ракети (4-6 × UUM-44 SUBROC, 4 × «Гарпун»)                                                                | 1964–1991                                     | 12 червня 1991 року виведений зі складу флоту; 20 червня 1992 року утилізований                            | |                                                                        |
| 24                                               | «Джек»                  | Portsmouth Naval Shipyard, Портсмут                          | «Перміт»               | 38104369                                                     | 16 вересня 196024 квітня 196331 березня 1967     | 4 533-мм ТА (12-18 торпед) та ракети (4-6 × UUM-44 SUBROC, 4 × «Гарпун»)                                                                | 1967–1990                                     | 11 липня 1990 року виведений зі складу флоту; 30 червня 1992 року утилізований                             | |                                                                        |
| 25                                               | «Тіноса»                | Portsmouth Naval Shipyard, Портсмут                          | «Перміт»               | 38104369                                                     | 24 листопада 19599 грудня 196117 жовтня 1964     | 4 533-мм ТА (12-18 торпед) та ракети (4-6 × UUM-44 SUBROC, 4 × «Гарпун»)                                                                | 1964–1992                                     | 15 січня 1992 року виведений зі складу флоту; 26 червня 1992 року утилізований                             | |                                                                        |
| 26                                               | «Дейс»                  | Ingalls Shipbuilding, Паскагула                              | «Перміт»               | 38104369                                                     | 6 червня 196018 серпня 19624 квітня 1964         | 4 533-мм ТА (12-18 торпед) та ракети (4-6 × UUM-44 SUBROC, 4 × «Гарпун»)                                                                | 1964–1988                                     | 2 грудня 1988 року виведений зі складу флоту; 1 січня 1997 року утилізований                               | |                                                                        |
| 27                                               | «Гардфіш»               | New York Shipbuilding Corporation, Камден                    | «Перміт»               | 38104369                                                     | 13 лютого 196115 травня 196520 грудня 1966       | 4 533-мм ТА (12-18 торпед) та ракети (4-6 × UUM-44 SUBROC, 4 × «Гарпун»)                                                                | 1966–1992                                     | 2 лютого 1992 року виведений зі складу флоту; 9 липня 1992 року утилізований                               | |                                                                        |
| 28                                               | «Флешер»                | Electric Boat (General Dynamics), Гротон                     | «Перміт»               | 38104369                                                     | 14 квітня 196122 червня 196322 липня 1966        | 4 533-мм ТА (12-18 торпед) та ракети (4-6 × UUM-44 SUBROC, 4 × «Гарпун»)                                                                | 1966–1992                                     | 26 травня 1992 року виведений зі складу флоту; 11 травня 1994 року утилізований                            | |                                                                        |
| 29                                               | «Грінлінг»              | Electric Boat (General Dynamics), Гротон                     | «Перміт»               | 38104369                                                     | 15 серпня 19614 квітня 19643 листопада 1967      | 4 533-мм ТА (12-18 торпед) та ракети (4-6 × UUM-44 SUBROC, 4 × «Гарпун»)                                                                | 1967–1994                                     | 18 квітня 1994 року виведений зі складу флоту; 30 вересня 1994 року утилізований                           | |                                                                        |
| 30                                               | «Гато»                  | Electric Boat (General Dynamics), Гротон                     | «Перміт»               | 38104369                                                     | 15 грудня 196114 травня 196425 січня 1968        | 4 533-мм ТА (12-18 торпед) та ракети (4-6 × UUM-44 SUBROC, 4 × «Гарпун»)                                                                | 1968–1996                                     | 25 квітня 1996 року виведений зі складу флоту; утилізований                                                | |                                                                        |
| 31                                               | «Гаддок»                | Ingalls Shipbuilding, Паскагула                              | «Перміт»               | 38104369                                                     | 24 квітня 196121 травня 196622 грудня 1967       | 4 533-мм ТА (12-18 торпед) та ракети (4-6 × UUM-44 SUBROC, 4 × «Гарпун»)                                                                | 1967–1993                                     | 7 квітня 1993 року виведений зі складу флоту; 1 жовтня 2000 року утилізований                              | |                                                                        |
| Підводні човни типу «Стерджен» (37 одиниць)      |                         |                                                              |                        |                                                              |                                                  | |                                               | | |                                                                        |
| 32                                               | «Стерджен»              |                                                              | «Стерджен» I серія     | 3698 4714                                                    | Electric Boat (General Dynamics), Гротон         | 4 × носових 533-мм ТА для стрільби торпедами та ракетами (4 × ПКР UUM-44 SUBROC, 4 × ПКР «Гарпун» або до 8 × крилатих ракет «Томагавк») | 10 серпня 196326 лютого 19663 березня 1967    | 1967–1994                                                                                                  | 1 серпня 1994 року виведений зі складу флоту; 11 грудня 1995 року розібраний на брухт                                               |                                                                        |
| 33                                               | «Хвол»                  | General Dynamics Quincy Shipbuilding Division, Квінсі        | «Стерджен» I серія     | 3698 4714                                                    | 27 травня 196414 жовтня 196612 жовтня 1968       | 4 × носових 533-мм ТА для стрільби торпедами та ракетами (4 × ПКР UUM-44 SUBROC, 4 × ПКР «Гарпун» або до 8 × крилатих ракет «Томагавк») | 1968–1996                                     | 25 червня 1996 року виведений зі складу флоту; 29 вересня 1997 року розібраний на брухт                    | |                                                                        |
| 34                                               | «Таутог»                | Ingalls Shipbuilding, Паскагула                              | «Стерджен» I серія     | 3698 4714                                                    | 27 січня 196415 квітня 196717 серпня 1968        | 4 × носових 533-мм ТА для стрільби торпедами та ракетами (4 × ПКР UUM-44 SUBROC, 4 × ПКР «Гарпун» або до 8 × крилатих ракет «Томагавк») | 1968–1997                                     | 31 березня 1997 року виведений зі складу флоту; 30 листопада 2004 року розібраний на брухт                 | |                                                                        |
| 35                                               | «Грейлінг»              | Portsmouth Naval Shipyard, Кіттері                           | «Стерджен» I серія     | 3698 4714                                                    | 12 травня 196422 червня 196711 жовтня 1969       | 4 × носових 533-мм ТА для стрільби торпедами та ракетами (4 × ПКР UUM-44 SUBROC, 4 × ПКР «Гарпун» або до 8 × крилатих ракет «Томагавк») | 1969–1997                                     | 18 липня 1997 року виведений зі складу флоту; 31 березня 1998 року розібраний на брухт                     | |                                                                        |
| 36                                               | «Погі»                  | New York Shipbuilding Corporation, Камден                    | «Стерджен» I серія     | 3698 4714                                                    | 5 травня 19643 червня 196715 травня 1971         | 4 × носових 533-мм ТА для стрільби торпедами та ракетами (4 × ПКР UUM-44 SUBROC, 4 × ПКР «Гарпун» або до 8 × крилатих ракет «Томагавк») | 1971–1999                                     | 11 червня 1999 року виведений зі складу флоту; 12 квітня 2000 року розібраний на брухт                     | |                                                                        |
| 37                                               | «Аспро»                 | Ingalls Shipbuilding, Паскагула                              | «Стерджен» I серія     | 3698 4714                                                    | 23 листопада 196429 листопада 196720 лютого 1969 | 4 × носових 533-мм ТА для стрільби торпедами та ракетами (4 × ПКР UUM-44 SUBROC, 4 × ПКР «Гарпун» або до 8 × крилатих ракет «Томагавк») | 1969–1995                                     | 31 березня 1995 року виведений зі складу флоту; 3 листопада 2000 року розібраний на брухт                  | |                                                                        |
| 38                                               | «Санфіш»                | General Dynamics Quincy Shipbuilding Division, Квінсі        | «Стерджен» I серія     | 3698 4714                                                    | 15 січня 196514 жовтня 196615 березня 1969       | 4 × носових 533-мм ТА для стрільби торпедами та ракетами (4 × ПКР UUM-44 SUBROC, 4 × ПКР «Гарпун» або до 8 × крилатих ракет «Томагавк») | 1969–1997                                     | 31 березня 1997 року виведений зі складу флоту; 31 жовтня 1997 року розібраний на брухт                    | |                                                                        |
| 39                                               | «Парго»                 | Electric Boat (General Dynamics), Гротон                     | «Стерджен» I серія     | 3698 4714                                                    | 3 червня 196417 вересня 19665 січня 1968         | 4 × носових 533-мм ТА для стрільби торпедами та ракетами (4 × ПКР UUM-44 SUBROC, 4 × ПКР «Гарпун» або до 8 × крилатих ракет «Томагавк») | 1968–1995                                     | 14 квітня 1995 року виведений зі складу флоту; 15 жовтня 1996 року розібраний на брухт                     | |                                                                        |
| 40                                               | «Квінфіш»               | Northrop Grumman Newport News, Ньюпорт-Ньюс                  | «Стерджен» I серія     | 3698 4714                                                    | 11 травня 196425 лютого 19666 грудня 1966        | 4 × носових 533-мм ТА для стрільби торпедами та ракетами (4 × ПКР UUM-44 SUBROC, 4 × ПКР «Гарпун» або до 8 × крилатих ракет «Томагавк») | 1966–1991                                     | 8 листопада 1991 року виведений зі складу флоту; 7 квітня 1993 року розібраний на брухт                    | |                                                                        |
| 41                                               | «Паффер»                | Ingalls Shipbuilding, Паскагула                              | «Стерджен» I серія     | 3698 4714                                                    | 8 лютого 196530 квітня 19689 серпня 1969         | 4 × носових 533-мм ТА для стрільби торпедами та ракетами (4 × ПКР UUM-44 SUBROC, 4 × ПКР «Гарпун» або до 8 × крилатих ракет «Томагавк») | 1969–1996                                     | 12 липня 1996 року виведений зі складу флоту; 28 березня 1997 року розібраний на брухт                     | |                                                                        |
| 42                                               | «Рей»                   | Northrop Grumman Newport News, Ньюпорт-Ньюс                  | «Стерджен» I серія     | 3698 4714                                                    | 4 лютого 196521 червня 196612 квітня 1967        | 4 × носових 533-мм ТА для стрільби торпедами та ракетами (4 × ПКР UUM-44 SUBROC, 4 × ПКР «Гарпун» або до 8 × крилатих ракет «Томагавк») | 1967–1993                                     | 16 квітня 1993 року виведений зі складу флоту; 30 липня 2003 року розібраний на брухт                      | |                                                                        |
| 43                                               | «Сенд Ланс»             | Portsmouth Naval Shipyard, Кіттері                           | «Стерджен» I серія     | 3698 4714                                                    | 15 січня 196511 листопада 196925 вересня 1971    | 4 × носових 533-мм ТА для стрільби торпедами та ракетами (4 × ПКР UUM-44 SUBROC, 4 × ПКР «Гарпун» або до 8 × крилатих ракет «Томагавк») | 1971–1998                                     | 7 серпня 1998 року виведений зі складу флоту; 30 серпня 1999 року розібраний на брухт                      | |                                                                        |
| 44                                               | «Лепон»                 | Northrop Grumman Newport News, Ньюпорт-Ньюс                  | «Стерджен» I серія     | 3698 4714                                                    | 26 липня 196516 грудня 196614 грудня 1967        | 4 × носових 533-мм ТА для стрільби торпедами та ракетами (4 × ПКР UUM-44 SUBROC, 4 × ПКР «Гарпун» або до 8 × крилатих ракет «Томагавк») | 1967–1992                                     | 8 серпня 1992 року виведений зі складу флоту; 31 серпня 2004 року розібраний на брухт                      | |                                                                        |
| 45                                               | «Гарнард»               | Mare Island Naval Shipyard, Вальєхо                          | «Стерджен» I серія     | 3698 4714                                                    | 22 грудня 196420 травня 19676 грудня 1968        | 4 × носових 533-мм ТА для стрільби торпедами та ракетами (4 × ПКР UUM-44 SUBROC, 4 × ПКР «Гарпун» або до 8 × крилатих ракет «Томагавк») | 1968–1995                                     | 28 квітня 1995 року виведений зі складу флоту; 15 жовтня 1997 року розібраний на брухт                     | |                                                                        |
| 46                                               | «Гаммерхед»             | Northrop Grumman Newport News, Ньюпорт-Ньюс                  | «Стерджен» I серія     | 3698 4714                                                    | 29 листопада 196514 квітня 196728 червня 1968    | 4 × носових 533-мм ТА для стрільби торпедами та ракетами (4 × ПКР UUM-44 SUBROC, 4 × ПКР «Гарпун» або до 8 × крилатих ракет «Томагавк») | 1968–1995                                     | 5 квітня 1995 року виведений зі складу флоту; 22 листопада 1995 року розібраний на брухт                   | |                                                                        |
| 47                                               | «Сі Девіл»              | Northrop Grumman Newport News, Ньюпорт-Ньюс                  | «Стерджен» I серія     | 3698 4714                                                    | 12 квітня 19665 жовтня 196730 січня 1969         | 4 × носових 533-мм ТА для стрільби торпедами та ракетами (4 × ПКР UUM-44 SUBROC, 4 × ПКР «Гарпун» або до 8 × крилатих ракет «Томагавк») | 1969–1991                                     | 16 жовтня 1991 року виведений зі складу флоту; 7 вересня 1999 року розібраний на брухт                     | |                                                                        |
| 48                                               | «Гуїтарро»              | Mare Island Naval Shipyard, Вальєхо                          | «Стерджен» I серія     | 3698 4714                                                    | 9 грудня 196427 липня 19689 вересня 1972         | 4 × носових 533-мм ТА для стрільби торпедами та ракетами (4 × ПКР UUM-44 SUBROC, 4 × ПКР «Гарпун» або до 8 × крилатих ракет «Томагавк») | 1972–1992                                     | 29 травня 1992 року виведений зі складу флоту; 18 жовтня 1994 року розібраний на брухт                     | |                                                                        |
| 49                                               | «Гоукбілл»              | Mare Island Naval Shipyard, Вальєхо                          | «Стерджен» I серія     | 3698 4714                                                    | 12 вересня 196612 квітня 19694 лютого 1971       | 4 × носових 533-мм ТА для стрільби торпедами та ракетами (4 × ПКР UUM-44 SUBROC, 4 × ПКР «Гарпун» або до 8 × крилатих ракет «Томагавк») | 1971–2000                                     | 15 березня 2000 року виведений зі складу флоту; 1 грудня 2000 року розібраний на брухт                     | |                                                                        |
| 50                                               | «Бергалл»               | Electric Boat (General Dynamics), Гротон                     | «Стерджен» I серія     | 3698 4714                                                    | 16 квітня 196617 лютого 196813 червня 1969       | 4 × носових 533-мм ТА для стрільби торпедами та ракетами (4 × ПКР UUM-44 SUBROC, 4 × ПКР «Гарпун» або до 8 × крилатих ракет «Томагавк») | 1969–1996                                     | 6 червня 1996 року виведений зі складу флоту; 26 вересня 1997 року розібраний на брухт                     | |                                                                        |
| 51                                               | «Спейдфіш»              | Newport News Shipbuilding and Dry Dock Company, Ньюпорт-Ньюс | «Стерджен» I серія     | 3698 4714                                                    | 21 грудня 196615 травня 196814 серпня 1969       | 4 × носових 533-мм ТА для стрільби торпедами та ракетами (4 × ПКР UUM-44 SUBROC, 4 × ПКР «Гарпун» або до 8 × крилатих ракет «Томагавк») | 1969–1997                                     | 11 квітня 1997 року виведений зі складу флоту; 24 жовтня 1997 року розібраний на брухт                     | |                                                                        |
| 52                                               | «Сіхорс»                | Electric Boat (General Dynamics), Гротон                     | «Стерджен» I серія     | 3698 4714                                                    | 13 серпня 196615 червня 196819 вересня 1969      | 4 × носових 533-мм ТА для стрільби торпедами та ракетами (4 × ПКР UUM-44 SUBROC, 4 × ПКР «Гарпун» або до 8 × крилатих ракет «Томагавк») | 1969–1995                                     | 17 серпня 1995 року виведений зі складу флоту; 30 вересня 1996 року розібраний на брухт                    | |                                                                        |
| 53                                               | «Фінбек»                | Newport News Shipbuilding and Dry Dock Company, Ньюпорт-Ньюс | «Стерджен» I серія     | 3698 4714                                                    | 26 червня 19677 грудня 19684 лютого 1970         | 4 × носових 533-мм ТА для стрільби торпедами та ракетами (4 × ПКР UUM-44 SUBROC, 4 × ПКР «Гарпун» або до 8 × крилатих ракет «Томагавк») | 1970–1997                                     | 28 березня 1997 року виведений зі складу флоту; 30 жовтня 1997 року розібраний на брухт                    | |                                                                        |
| 54                                               | «Пінтадо»               | Mare Island Naval Shipyard, Вальєхо                          | «Стерджен» I серія     | 3698 4714                                                    | 27 жовтня 196716 серпня 196911 лютого 1971       | 4 × носових 533-мм ТА для стрільби торпедами та ракетами (4 × ПКР UUM-44 SUBROC, 4 × ПКР «Гарпун» або до 8 × крилатих ракет «Томагавк») | 1971–1998                                     | 26 лютого 1998 року виведений зі складу флоту; 27 жовтня 1998 року розібраний на брухт                     | |                                                                        |
| 55                                               | «Флаїнг Фіш»            | Electric Boat (General Dynamics), Гротон                     | «Стерджен» I серія     | 3698 4714                                                    | 30 червня 196717 травня 196929 квітня 1970       | 4 × носових 533-мм ТА для стрільби торпедами та ракетами (4 × ПКР UUM-44 SUBROC, 4 × ПКР «Гарпун» або до 8 × крилатих ракет «Томагавк») | 1970–1996                                     | 16 травня 1996 року виведений зі складу флоту; 15 жовтня 1996 року розібраний на брухт                     | |                                                                        |
| 56                                               | «Трепанг»               | Electric Boat (General Dynamics), Гротон                     | «Стерджен» I серія     | 3698 4714                                                    | 28 жовтня 196727 вересня 196914 серпня 1970      | 4 × носових 533-мм ТА для стрільби торпедами та ракетами (4 × ПКР UUM-44 SUBROC, 4 × ПКР «Гарпун» або до 8 × крилатих ракет «Томагавк») | 1970–1999                                     | 1 червня 1999 року виведений зі складу флоту; 7 квітня 2000 року розібраний на брухт                       | |                                                                        |
| 57                                               | «Блюфіш»                | Electric Boat (General Dynamics), Гротон                     | «Стерджен» I серія     | 3698 4714                                                    | 13 березня 196810 січня 19708 січня 1971         | 4 × носових 533-мм ТА для стрільби торпедами та ракетами (4 × ПКР UUM-44 SUBROC, 4 × ПКР «Гарпун» або до 8 × крилатих ракет «Томагавк») | 1971–1996                                     | 31 травня 1996 року виведений зі складу флоту; 1 листопада 2003 року розібраний на брухт                   | |                                                                        |
| 58                                               | «Біллфіш»               | Electric Boat (General Dynamics), Гротон                     | «Стерджен» I серія     | 3698 4714                                                    | 20 вересня 19681 травня 197012 квітня 1971       | 4 × носових 533-мм ТА для стрільби торпедами та ракетами (4 × ПКР UUM-44 SUBROC, 4 × ПКР «Гарпун» або до 8 × крилатих ракет «Томагавк») | 1971–1999                                     | 1 липня 1999 року виведений зі складу флоту; 26 квітня 2000 року розібраний на брухт                       | |                                                                        |
| 59                                               | «Драм»                  | Mare Island Naval Shipyard, Вальєхо                          | «Стерджен» I серія     | 3698 4714                                                    | 20 серпня 196823 травня 197015 квітня 1970       | 4 × носових 533-мм ТА для стрільби торпедами та ракетами (4 × ПКР UUM-44 SUBROC, 4 × ПКР «Гарпун» або до 8 × крилатих ракет «Томагавк») | 1970–1995                                     | 30 жовтня 1995 року виведений зі складу флоту; 20 травня 2010 року розібраний на брухт                     | |                                                                        |
| 60                                               | «Арчерфіш»              | «Стерджен» II серія                                          | 40424339               | Electric Boat (General Dynamics), Гротон                     | 19 червня 196916 січня 197117 грудня 1971        | 4 × носових 533-мм ТА для стрільби торпедами та ракетами (4 × ПКР UUM-44 SUBROC, 4 × ПКР «Гарпун» або до 8 × крилатих ракет «Томагавк») | 1971–1998                                     | 31 березня 1998 року виведений зі складу флоту; 6 листопада 1998 року розібраний на брухт                  | |                                                                        |
| 61                                               | «Сілверсайдз»           | «Стерджен» II серія                                          | 40424339               | Electric Boat (General Dynamics), Гротон                     | 13 жовтня 19694 червня 19715 травня 1972         | 4 × носових 533-мм ТА для стрільби торпедами та ракетами (4 × ПКР UUM-44 SUBROC, 4 × ПКР «Гарпун» або до 8 × крилатих ракет «Томагавк») | 1972–1994                                     | 21 липня 1994 року виведений зі складу флоту; 1 жовтня 2001 року розібраний на брухт                       | |                                                                        |
| 62                                               | «Вільям Бейтс»          | «Стерджен» II серія                                          | 40424339               | Ingalls Shipbuilding, Паскагула                              | 4 серпня 196911 грудня 19715 травня 1973         | 4 × носових 533-мм ТА для стрільби торпедами та ракетами (4 × ПКР UUM-44 SUBROC, 4 × ПКР «Гарпун» або до 8 × крилатих ракет «Томагавк») | 1973–2000                                     | 11 лютого 2000 року виведений зі складу флоту; 30 жовтня 2000 року розібраний на брухт                     | |                                                                        |
| 63                                               | «Батфіш»                | «Стерджен» II серія                                          | 40424339               | Electric Boat (General Dynamics), Гротон                     | 9 лютого 19709 жовтня 19711 вересня 1972         | 4 × носових 533-мм ТА для стрільби торпедами та ракетами (4 × ПКР UUM-44 SUBROC, 4 × ПКР «Гарпун» або до 8 × крилатих ракет «Томагавк») | 1972–1999                                     | 17 квітня 1999 року виведений зі складу флоту; 22 листопада 2002 року розібраний на брухт                  | |                                                                        |
| 64                                               | «Тюнні»                 | «Стерджен» II серія                                          | 40424339               | Ingalls Shipbuilding, Паскагула                              | 22 травня 197010 червня 197226 січня 1974        | 4 × носових 533-мм ТА для стрільби торпедами та ракетами (4 × ПКР UUM-44 SUBROC, 4 × ПКР «Гарпун» або до 8 × крилатих ракет «Томагавк») | 1974–1998                                     | 13 квітня 1998 року виведений зі складу флоту; 27 жовтня 1998 року розібраний на брухт                     | |                                                                        |
| 65                                               | «Парч»                  | «Стерджен» II серія                                          | 40424339               | Ingalls Shipbuilding, Паскагула                              | 10 грудня 197013 січня 197317 серпня 1974        | 4 × носових 533-мм ТА для стрільби торпедами та ракетами (4 × ПКР UUM-44 SUBROC, 4 × ПКР «Гарпун» або до 8 × крилатих ракет «Томагавк») | 1974–2004                                     | 19 жовтня 2004 року виведений зі складу флоту; 30 листопада 2006 року розібраний на брухт                  | |                                                                        |
| 66                                               | «Кавалла»               | «Стерджен» II серія                                          | 40424339               | Ingalls Shipbuilding, Паскагула                              | 4 червня 197019 лютого 19729 лютого 1973         | 4 × носових 533-мм ТА для стрільби торпедами та ракетами (4 × ПКР UUM-44 SUBROC, 4 × ПКР «Гарпун» або до 8 × крилатих ракет «Томагавк») | 1973–1998                                     | 30 квітня 1998 року виведений зі складу флоту; 17 листопада 2000 року розібраний на брухт                  | |                                                                        |
| 67                                               | «Мендель Ріверс»        | «Стерджен» II серія                                          | 40424339               | Newport News Shipbuilding and Dry Dock Company, Ньюпорт-Ньюс | 26 червня 19712 червня 19731 лютого 1975         | 4 × носових 533-мм ТА для стрільби торпедами та ракетами (4 × ПКР UUM-44 SUBROC, 4 × ПКР «Гарпун» або до 8 × крилатих ракет «Томагавк») | 1975–2001                                     | 10 травня 2001 року виведений зі складу флоту; 19 липня 2002 року розібраний на брухт                      | |                                                                        |
| 68                                               | «Річард Раселл»         | «Стерджен» II серія                                          | 40424339               | Newport News Shipbuilding and Dry Dock Company, Ньюпорт-Ньюс | 19 жовтня 197112 січня 197416 серпня 1975        | 4 × носових 533-мм ТА для стрільби торпедами та ракетами (4 × ПКР UUM-44 SUBROC, 4 × ПКР «Гарпун» або до 8 × крилатих ракет «Томагавк») | 1975–1994                                     | 24 червня 1994 року виведений зі складу флоту; 3 січня 2003 року розібраний на брухт                       | |                                                                        |
| ★                                                | «Нарвал»                |                                                              | «Нарвал»               | 50275378                                                     | Electric Boat (General Dynamics), Гротон         | 4 носових 533-мм ТА для стрільби торпедами та ракетами (UUM-44 SUBROC, «Томагавк», «Гарпун»)                                            | 17 січня 19669 вересня 196712 липня 1969      | 1969–1999                                                                                                  | 1 липня 1999 року виведений зі складу флоту, утилізований                                                                           |                                                                        |
| ★                                                | «Глєнард П.Ліпскоб»     |                                                              | «Глєнард П.Ліпскоб»    | 59066584                                                     | Electric Boat (General Dynamics), Гротон         | 4 носових 533-мм ТА | 5 червня 19714 серпня 197321 грудня 1974      | 1974–1999                                                                                                  | 11 липня 1990 року виведений зі складу флоту, 1997 року утилізований                                                                |                                                                        |
| Підводні човни типу «Лос-Анджелес» (62 одиниці)  |                         |                                                              |                        |                                                              |                                                  | |                                               | | |                                                                        |
| 69                                               | «Лос-Анджелес»          |                                                              | «Лос-Анджелес» I серія | 60826927                                                     | Newport News Shipbuilding, Ньюпорт-Ньюс          | 4 × носових 533-мм ТА для стрільби торпедами (26 торпед) та ракетами (6-8 × ПКР «Гарпун» та 12 × крилатих ракет «Томагавк»)             | 8 січня 19726 квітня 197413 листопада 1976    | 1976–2011                                                                                                  | 4 лютого 2011 року виведений зі складу флоту; 30 листопада 2012 року розібраний на брухт                                            |                                                                        |
| 70                                               | «Батон-Руж»             | 18 листопада 197226 квітня 197525 червня 1977                | «Лос-Анджелес» I серія | 60826927                                                     | Newport News Shipbuilding, Ньюпорт-Ньюс          | 4 × носових 533-мм ТА для стрільби торпедами (26 торпед) та ракетами (6-8 × ПКР «Гарпун» та 12 × крилатих ракет «Томагавк»)             | 1977–1995                                     | 13 січня 1995 року виведений зі складу флоту; 30 вересня 1997 року розібраний на брухт                     | |                                                                        |
| 71                                               | «Філадельфія»           | Electric Boat (General Dynamics), Гротон                     | «Лос-Анджелес» I серія | 60826927                                                     | 12 серпня 197219 жовтня 197425 червня 1977       | 4 × носових 533-мм ТА для стрільби торпедами (26 торпед) та ракетами (6-8 × ПКР «Гарпун» та 12 × крилатих ракет «Томагавк»)             | 1977–2010                                     | 25 червня 2010 року виведений зі складу флоту; перебуває у очікуванні утилізації                           | |                                                                        |
| 72                                               | «Мемфіс»                | Newport News Shipbuilding, Ньюпорт-Ньюс                      | «Лос-Анджелес» I серія | 60826927                                                     | 23 червня 19733 квітня 197617 грудня 1977        | 4 × носових 533-мм ТА для стрільби торпедами (26 торпед) та ракетами (6-8 × ПКР «Гарпун» та 12 × крилатих ракет «Томагавк»)             | 1977–2011                                     | 1 квітня 2011 року виведений зі складу флоту; перебуває у очікуванні утилізації                            | |                                                                        |
| 73                                               | «Омаха»                 | Electric Boat (General Dynamics), Гротон                     | «Лос-Анджелес» I серія | 60826927                                                     | 27 січня 197321 лютого 197611 березня 1978       | 4 × носових 533-мм ТА для стрільби торпедами (26 торпед) та ракетами (6-8 × ПКР «Гарпун» та 12 × крилатих ракет «Томагавк»)             | 1978–1995                                     | 5 жовтня 1995 року виведений зі складу флоту; 30 листопада 2012 року розібраний на брухт                   | |                                                                        |
| 74                                               | «Цинциннаті»            | Newport News Shipbuilding, Ньюпорт-Ньюс                      | «Лос-Анджелес» I серія | 60826927                                                     | 6 квітня 197419 лютого 197710 червня 1978        | 4 × носових 533-мм ТА для стрільби торпедами (26 торпед) та ракетами (6-8 × ПКР «Гарпун» та 12 × крилатих ракет «Томагавк»)             | 1978–1996                                     | 29 липня 1996 року виведений зі складу флоту; у вересні 2014 року розібраний на брухт                      | |                                                                        |
| 75                                               | «Ґротон»                | Electric Boat (General Dynamics), Гротон                     | «Лос-Анджелес» I серія | 60826927                                                     | 3 серпня 19739 жовтня 19768 липня 1978           | 4 × носових 533-мм ТА для стрільби торпедами (26 торпед) та ракетами (6-8 × ПКР «Гарпун» та 12 × крилатих ракет «Томагавк»)             | 1978–1997                                     | 7 листопада 1997 року виведений зі складу флоту; 1 жовтня 2011 року розібраний на брухт                    | |                                                                        |
| 76                                               | «Бірмінгем»             | Newport News Shipbuilding, Ньюпорт-Ньюс                      | «Лос-Анджелес» I серія | 60826927                                                     | 26 квітня 197529 жовтня 197716 грудня 1978       | 4 × носових 533-мм ТА для стрільби торпедами (26 торпед) та ракетами (6-8 × ПКР «Гарпун» та 12 × крилатих ракет «Томагавк»)             | 1978–1997                                     | 22 грудня 1997 року виведений зі складу флоту; у вересні 2015 року розібраний на брухт                     | |                                                                        |
| 77                                               | «Нью-Йорк Сіті»         | Electric Boat (General Dynamics), Гротон                     | «Лос-Анджелес» I серія | 60826927                                                     | 15 грудня 197318 червня 19773 березня 1979       | 4 × носових 533-мм ТА для стрільби торпедами (26 торпед) та ракетами (6-8 × ПКР «Гарпун» та 12 × крилатих ракет «Томагавк»)             | 1979–1997                                     | 30 квітня 1997 року виведений зі складу флоту; перебуває у очікуванні утилізації                           | |                                                                        |
| 78                                               | «Індіанаполіс»          | Electric Boat (General Dynamics), Гротон                     | «Лос-Анджелес» I серія | 60826927                                                     | 19 жовтня 197430 липня 19775 січня 1980          | 4 × носових 533-мм ТА для стрільби торпедами (26 торпед) та ракетами (6-8 × ПКР «Гарпун» та 12 × крилатих ракет «Томагавк»)             | 1980–1998                                     | 22 грудня 1998 року виведений зі складу флоту; перебуває у очікуванні утилізації                           | |                                                                        |
| 79                                               | «Бремертон»             | Electric Boat (General Dynamics), Гротон                     | «Лос-Анджелес» I серія | 60826927                                                     | 8 травня 197622 липня 197828 березня 1981        | 4 × носових 533-мм ТА для стрільби торпедами (26 торпед) та ракетами (6-8 × ПКР «Гарпун» та 12 × крилатих ракет «Томагавк»)             | 1981–2021                                     | 21 травня 2021 року виведений зі складу флоту; в очікуванні утилізації                                     | |                                                                        |
| 80                                               | «Джексонвілл»           | Electric Boat (General Dynamics), Гротон                     | «Лос-Анджелес» I серія | 60826927                                                     | 21 лютого 197618 листопада 197816 травня 1981    | 4 × носових 533-мм ТА для стрільби торпедами (26 торпед) та ракетами (6-8 × ПКР «Гарпун» та 12 × крилатих ракет «Томагавк»)             | 1981–2021                                     | 16 листопада 2021 року виведений зі складу флоту; в очікуванні утилізації                                  | |                                                                        |
| 81                                               | «Даллас»                | Electric Boat (General Dynamics), Гротон                     | «Лос-Анджелес» I серія | 60826927                                                     | 9 жовтня 197628 квітня 197918 липня 1981         | 4 × носових 533-мм ТА для стрільби торпедами (26 торпед) та ракетами (6-8 × ПКР «Гарпун» та 12 × крилатих ракет «Томагавк»)             | 1981–2018                                     | 4 квітня 2018 року виведений зі складу флоту; в очікуванні утилізації                                      | |                                                                        |
| 82                                               | «Ла-Хойя»               | Electric Boat (General Dynamics), Гротон                     | «Лос-Анджелес» I серія | 60826927                                                     | 16 жовтня 197611 серпня 197930 вересня 1981      | 4 × носових 533-мм ТА для стрільби торпедами (26 торпед) та ракетами (6-8 × ПКР «Гарпун» та 12 × крилатих ракет «Томагавк»)             | 1981–2019                                     | 15 листопада 2019 року виведений зі складу флоту; в очікуванні утилізації                                  | |                                                                        |
| 83                                               | «Фенікс»                | Electric Boat (General Dynamics), Гротон                     | «Лос-Анджелес» I серія | 60826927                                                     | 30 липня 19778 грудня 197919 грудня 1981         | 4 × носових 533-мм ТА для стрільби торпедами (26 торпед) та ракетами (6-8 × ПКР «Гарпун» та 12 × крилатих ракет «Томагавк»)             | 1981–1998                                     | 29 липня 1998 року виведений зі складу флоту; 20 вересня 2016 року утилізованій                            | |                                                                        |
| 84                                               | «Бостон»                | Electric Boat (General Dynamics), Гротон                     | «Лос-Анджелес» I серія | 60826927                                                     | 11 серпня 197819 квітня 198030 січня 1982        | 4 × носових 533-мм ТА для стрільби торпедами (26 торпед) та ракетами (6-8 × ПКР «Гарпун» та 12 × крилатих ракет «Томагавк»)             | 1982–1999                                     | 19 листопада 1999 року виведений зі складу флоту; 19 вересня 2002 року утилізованій                        | |                                                                        |
| 85                                               | «Балтимор»              | Electric Boat (General Dynamics), Гротон                     | «Лос-Анджелес» I серія | 60826927                                                     | 21 травня 197913 грудня 198024 липня 1982        | 4 × носових 533-мм ТА для стрільби торпедами (26 торпед) та ракетами (6-8 × ПКР «Гарпун» та 12 × крилатих ракет «Томагавк»)             | 1982–1998                                     | 10 липня 1998 року виведений зі складу флоту; в очікуванні утилізації                                      | |                                                                        |
| 86                                               | «Сіті оф Корпус-Крісті» | Electric Boat (General Dynamics), Гротон                     | «Лос-Анджелес» I серія | 60826927                                                     | 4 вересня 197925 квітня 19818 січня 1983         | 4 × носових 533-мм ТА для стрільби торпедами (26 торпед) та ракетами (6-8 × ПКР «Гарпун» та 12 × крилатих ракет «Томагавк»)             | 1983–2017                                     | 3 серпня 2017 року виведений зі складу флоту; в очікуванні утилізації                                      | |                                                                        |
| 87                                               | «Альбукерке»            | Electric Boat (General Dynamics), Гротон                     | «Лос-Анджелес» I серія | 60826927                                                     | 27 грудня 197913 березня 198221 травня 1983      | 4 × носових 533-мм ТА для стрільби торпедами (26 торпед) та ракетами (6-8 × ПКР «Гарпун» та 12 × крилатих ракет «Томагавк»)             | 1983–2017                                     | 27 лютого 2017 року виведений зі складу флоту; в очікуванні утилізації                                     | |                                                                        |
| 88                                               | «Портсмут»              | Electric Boat (General Dynamics), Гротон                     | «Лос-Анджелес» I серія | 60826927                                                     | 8 травня 198018 вересня 19821 жовтня 1983        | 4 × носових 533-мм ТА для стрільби торпедами (26 торпед) та ракетами (6-8 × ПКР «Гарпун» та 12 × крилатих ракет «Томагавк»)             | 1983–2004                                     | 10 вересня 2004 року виведений зі складу флоту; в очікуванні утилізації                                    | |                                                                        |
| 89                                               | «Міннеаполіс—Сент-Пол»  | Electric Boat (General Dynamics), Гротон                     | «Лос-Анджелес» I серія | 60826927                                                     | 20 січня 198119 березня 198310 березня 1984      | 4 × носових 533-мм ТА для стрільби торпедами (26 торпед) та ракетами (6-8 × ПКР «Гарпун» та 12 × крилатих ракет «Томагавк»)             | 1984–2008                                     | 28 серпня 2008 року виведений зі складу флоту; в очікуванні утилізації                                     | |                                                                        |
| 90                                               | «Гаймен Ріковер»        | Electric Boat (General Dynamics), Гротон                     | «Лос-Анджелес» I серія | 60826927                                                     | 24 липня 198127 серпня 198321 липня 1984         | 4 × носових 533-мм ТА для стрільби торпедами (26 торпед) та ракетами (6-8 × ПКР «Гарпун» та 12 × крилатих ракет «Томагавк»)             | 1984–2006                                     | 14 грудня 2006 року виведений зі складу флоту; в очікуванні утилізації                                     | закладався як «Провіденс» |                                                                        |
| 91                                               | «Огаста»                | Electric Boat (General Dynamics), Гротон                     | «Лос-Анджелес» I серія | 60826927                                                     | 24 липня 198121 січня 198419 січня 1985          | 4 × носових 533-мм ТА для стрільби торпедами (26 торпед) та ракетами (6-8 × ПКР «Гарпун» та 12 × крилатих ракет «Томагавк»)             | 1985–2009                                     | 11 лютого 2009 року виведений зі складу флоту; в очікуванні утилізації                                     | |                                                                        |
| 92                                               | «Сан-Франциско»         | Northrop Grumman Newport News, Ньюпорт-Ньюс                  | «Лос-Анджелес» I серія | 60826927                                                     | 26 травня 197727 жовтня 197924 квітня 1981       | 4 × носових 533-мм ТА для стрільби торпедами (26 торпед) та ракетами (6-8 × ПКР «Гарпун» та 12 × крилатих ракет «Томагавк»)             | 1981–2022                                     | 5 травня 2022 року виведений зі складу флоту; 2021 року перетворений на пришвартований навчальний корабель | |                                                                        |
| 93                                               | «Атланта»               | Northrop Grumman Newport News, Ньюпорт-Ньюс                  | «Лос-Анджелес» I серія | 60826927                                                     | 17 серпня 197816 серпня 19806 березня 1982       | 4 × носових 533-мм ТА для стрільби торпедами (26 торпед) та ракетами (6-8 × ПКР «Гарпун» та 12 × крилатих ракет «Томагавк»)             | 1982–1999                                     | 16 грудня 1999 року виведений зі складу флоту; в очікуванні утилізації                                     | |                                                                        |
| 94                                               | «Х'юстон»               | Northrop Grumman Newport News, Ньюпорт-Ньюс                  | «Лос-Анджелес» I серія | 60826927                                                     | 29 січня 197921 березня 198125 вересня 1982      | 4 × носових 533-мм ТА для стрільби торпедами (26 торпед) та ракетами (6-8 × ПКР «Гарпун» та 12 × крилатих ракет «Томагавк»)             | 1982–2016                                     | 26 серпня 2016 року виведений зі складу флоту; в очікуванні утилізації                                     | |                                                                        |
| 95                                               | «Норфолк»               | Northrop Grumman Newport News, Ньюпорт-Ньюс                  | «Лос-Анджелес» I серія | 60826927                                                     | 1 серпня 197931 жовтня 198121 травня 1983        | 4 × носових 533-мм ТА для стрільби торпедами (26 торпед) та ракетами (6-8 × ПКР «Гарпун» та 12 × крилатих ракет «Томагавк»)             | 1983–2014                                     | 11 грудня 2014 року виведений зі складу флоту; в очікуванні утилізації                                     | |                                                                        |
| 96                                               | «Баффало»               | Northrop Grumman Newport News, Ньюпорт-Ньюс                  | «Лос-Анджелес» I серія | 60826927                                                     | 25 січня 19808 травня 19825 листопада 1983       | 4 × носових 533-мм ТА для стрільби торпедами (26 торпед) та ракетами (6-8 × ПКР «Гарпун» та 12 × крилатих ракет «Томагавк»)             | 1983–2019                                     | 30 січня 2019 року виведений зі складу флоту; в очікуванні утилізації                                      | |                                                                        |
| 97                                               | «Солт-Лейк-Сіті»        | Northrop Grumman Newport News, Ньюпорт-Ньюс                  | «Лос-Анджелес» I серія | 60826927                                                     | 26 серпня 198016 жовтня 198212 травня 1984       | 4 × носових 533-мм ТА для стрільби торпедами (26 торпед) та ракетами (6-8 × ПКР «Гарпун» та 12 × крилатих ракет «Томагавк»)             | 1984–2006                                     | 15 січня 2006 року виведений зі складу флоту; у травні 2007 року утилізований                              | |                                                                        |
| 98                                               | «Олимпія»               | Northrop Grumman Newport News, Ньюпорт-Ньюс                  | «Лос-Анджелес» I серія | 60826927                                                     | 31 березня 198130 квітня 198317 листопада 1984   | 4 × носових 533-мм ТА для стрільби торпедами (26 торпед) та ракетами (6-8 × ПКР «Гарпун» та 12 × крилатих ракет «Томагавк»)             | 1984–2001                                     | 5 лютого 2001 року виведений зі складу флоту; в очікуванні утилізації                                      | |                                                                        |
| 99                                               | «Гонолулу»              | Northrop Grumman Newport News, Ньюпорт-Ньюс                  | «Лос-Анджелес» I серія | 60826927                                                     | 10 листопада 198124 вересня 19836 липня 1985     | 4 × носових 533-мм ТА для стрільби торпедами (26 торпед) та ракетами (6-8 × ПКР «Гарпун» та 12 × крилатих ракет «Томагавк»)             | 1985–2007                                     | 2 листопада 2007 року виведений зі складу флоту; 20 жовтня 2008 року утилізований                          | |                                                                        |
| 100                                              | «Провіденс»             | «Лос-Анджелес» II серія з УВП                                | 58746283               | Electric Boat (General Dynamics), Гротон                     | 14 жовтня 19824 серпня 198427 липня 1985         | 4 × носових 533-мм ТА для стрільби торпедами (26 торпед) та ракетами (6-8 × ПКР «Гарпун» та 12 × крилатих ракет «Томагавк»)             | 1985–2022                                     | 22 серпня 2022 року виведений зі складу флоту; в очікуванні утилізації                                     | перший підводний човен типу «Лос-Анджелес», оснащений системою вертикального запуску ракет «Томагавк» (VLS)                         |                                                                        |
| 101                                              | «Піттсбург»             | «Лос-Анджелес» II серія з УВП                                | 58746283               | Electric Boat (General Dynamics), Гротон                     | 15 квітня 19838 грудня 198423 листопада 1985     | 4 × носових 533-мм ТА для стрільби торпедами (26 торпед) та ракетами (6-8 × ПКР «Гарпун» та 12 × крилатих ракет «Томагавк»)             | 1985–2020                                     | 17 січня 2020 року виведений зі складу флоту; в очікуванні утилізації                                      | |                                                                        |
| 102                                              | «Чикаго»                | «Лос-Анджелес» II серія з УВП                                | 58746283               | Newport News Shipbuilding, Ньюпорт-Ньюс                      | 5 січня 198313 жовтня 198427 вересня 1986        | 4 × носових 533-мм ТА для стрільби торпедами (26 торпед) та ракетами (6-8 × ПКР «Гарпун» та 12 × крилатих ракет «Томагавк»)             | 1986–по т.ч.                                  | | |                                                                        |
| 103                                              | «Кі-Вест»               | «Лос-Анджелес» II серія з УВП                                | 58746283               | Newport News Shipbuilding, Ньюпорт-Ньюс                      | 6 липня 198320 липня 198512 вересня 1987         | 4 × носових 533-мм ТА для стрільби торпедами (26 торпед) та ракетами (6-8 × ПКР «Гарпун» та 12 × крилатих ракет «Томагавк»)             | 1987–по т.ч.                                  | | |                                                                        |
| 104                                              | «Оклахома-Сіті»         | «Лос-Анджелес» II серія з УВП                                | 58746283               | Newport News Shipbuilding, Ньюпорт-Ньюс                      | 4 січня 19842 листопада 19859 липня 1988         | 4 × носових 533-мм ТА для стрільби торпедами (26 торпед) та ракетами (6-8 × ПКР «Гарпун» та 12 × крилатих ракет «Томагавк»)             | 1988–2022                                     | 9 вересня 2022 року виведений зі складу флоту; в очікуванні утилізації                                     | |                                                                        |
| 105                                              | «Луїсвілл»              | «Лос-Анджелес» II серія з УВП                                | 58746283               | Electric Boat (General Dynamics), Гротон                     | 24 вересня 198414 грудня 19858 листопада 1986    | 4 × носових 533-мм ТА для стрільби торпедами (26 торпед) та ракетами (6-8 × ПКР «Гарпун» та 12 × крилатих ракет «Томагавк»)             | 1986–2021                                     | 9 березня 2021 року виведений зі складу флоту; в очікуванні утилізації                                     | |                                                                        |
| 106                                              | «Гелена»                | «Лос-Анджелес» II серія з УВП                                | 58746283               | Electric Boat (General Dynamics), Гротон                     | 28 березня 198528 червня 198611 липня 1987       | 4 × носових 533-мм ТА для стрільби торпедами (26 торпед) та ракетами (6-8 × ПКР «Гарпун» та 12 × крилатих ракет «Томагавк»)             | 1987–по т.ч.                                  | | |                                                                        |
| 107                                              | «Ньюпорт-Ньюс»          | «Лос-Анджелес» II серія з УВП                                | 58746283               | Newport News Shipbuilding, Ньюпорт-Ньюс                      | 3 березня 198415 березня 19863 червня 1989       | 4 × носових 533-мм ТА для стрільби торпедами (26 торпед) та ракетами (6-8 × ПКР «Гарпун» та 12 × крилатих ракет «Томагавк»)             | 1989–по т.ч.                                  | | |                                                                        |
| 108                                              | «Сан-Хуан»              | «Лос-Анджелес» III серія 688i                                | 58836296               | Electric Boat (General Dynamics), Гротон                     | 9 серпня 19856 грудня 19866 серпня 1988          | 4 × носових 533-мм ТА для стрільби торпедами (26 торпед) та ракетами (6-8 × ПКР «Гарпун» та 12 × крилатих ракет «Томагавк»)             | 1988–по т.ч.                                  | | |                                                                        |
| 109                                              | «Пасадена»              | «Лос-Анджелес» III серія 688i                                | 58836296               | Electric Boat (General Dynamics), Гротон                     | 20 грудня 198512 вересня 198711 лютого 1989      | 4 × носових 533-мм ТА для стрільби торпедами (26 торпед) та ракетами (6-8 × ПКР «Гарпун» та 12 × крилатих ракет «Томагавк»)             | 1989–по т.ч.                                  | | |                                                                        |
| 110                                              | «Олбані»                | «Лос-Анджелес» III серія 688i                                | 58836296               | Newport News Shipbuilding, Ньюпорт-Ньюс                      | 22 квітня 198513 червня 19877 квітня 1990        | 4 × носових 533-мм ТА для стрільби торпедами (26 торпед) та ракетами (6-8 × ПКР «Гарпун» та 12 × крилатих ракет «Томагавк»)             | 1990–по т.ч.                                  | | |                                                                        |
| 111                                              | «Топека»                | «Лос-Анджелес» III серія 688i                                | 58836296               | Electric Boat (General Dynamics), Гротон                     | 13 травня 198623 січня 198821 жовтня 1989        | 4 × носових 533-мм ТА для стрільби торпедами (26 торпед) та ракетами (6-8 × ПКР «Гарпун» та 12 × крилатих ракет «Томагавк»)             | 1989–по т.ч.                                  | | |                                                                        |
| 112                                              | «Маямі»                 | «Лос-Анджелес» III серія 688i                                | 58836296               | Electric Boat (General Dynamics), Гротон                     | 24 жовтня 198612 листопада 198830 червня 1990    | 4 × носових 533-мм ТА для стрільби торпедами (26 торпед) та ракетами (6-8 × ПКР «Гарпун» та 12 × крилатих ракет «Томагавк»)             | 1990–2014                                     | 28 березня 2014 року виведений зі складу флоту; в очікуванні утилізації                                    | 23 травня 2012 року човен постраждав унаслідок сильної пожежі, що прискорило його списання                                          |                                                                        |
| 113                                              | «Скрентон»              | «Лос-Анджелес» III серія 688i                                | 58836296               | Newport News Shipbuilding, Ньюпорт-Ньюс                      | 29 серпня 19863 липня 198926 січня 1991          | 4 × носових 533-мм ТА для стрільби торпедами (26 торпед) та ракетами (6-8 × ПКР «Гарпун» та 12 × крилатих ракет «Томагавк»)             | 1991–по т.ч.                                  | | |                                                                        |
| 114                                              | «Александрія»           | «Лос-Анджелес» III серія 688i                                | 58836296               | Electric Boat (General Dynamics), Гротон                     | 19 червня 198723 червня 199029 червня 1991       | 4 × носових 533-мм ТА для стрільби торпедами (26 торпед) та ракетами (6-8 × ПКР «Гарпун» та 12 × крилатих ракет «Томагавк»)             | 1991–по т.ч.                                  | | |                                                                        |
| 115                                              | «Ешвілл»                | «Лос-Анджелес» III серія 688i                                | 58836296               | Newport News Shipbuilding, Ньюпорт-Ньюс                      | 9 січня 198724 лютого 199028 вересня 1991        | 4 × носових 533-мм ТА для стрільби торпедами (26 торпед) та ракетами (6-8 × ПКР «Гарпун» та 12 × крилатих ракет «Томагавк»)             | 1991–по т.ч.                                  | | |                                                                        |
| 116                                              | «Джефферсон-Сіті»       | «Лос-Анджелес» III серія 688i                                | 58836296               | Newport News Shipbuilding, Ньюпорт-Ньюс                      | 21 вересня 198717 серпня 199029 лютого 1992      | 4 × носових 533-мм ТА для стрільби торпедами (26 торпед) та ракетами (6-8 × ПКР «Гарпун» та 12 × крилатих ракет «Томагавк»)             | 1992–по т.ч.                                  | | |                                                                        |
| 117                                              | «Аннаполіс»             | «Лос-Анджелес» III серія 688i                                | 58836296               | Electric Boat (General Dynamics), Гротон                     | 15 червня 198818 травня 199111 квітня 1992       | 4 × носових 533-мм ТА для стрільби торпедами (26 торпед) та ракетами (6-8 × ПКР «Гарпун» та 12 × крилатих ракет «Томагавк»)             | 1992–по т.ч.                                  | | |                                                                        |
| 118                                              | «Спрінгфілд»            | «Лос-Анджелес» III серія 688i                                | 58836296               | Electric Boat (General Dynamics), Гротон                     | 29 січня 19904 січня 19929 січня 1993            | 4 × носових 533-мм ТА для стрільби торпедами (26 торпед) та ракетами (6-8 × ПКР «Гарпун» та 12 × крилатих ракет «Томагавк»)             | 1993–по т.ч.                                  | | |                                                                        |
| 119                                              | «Коламбус»              | «Лос-Анджелес» III серія 688i                                | 58836296               | Electric Boat (General Dynamics), Гротон                     | 9 січня 19911 серпня 199224 липня 1993           | 4 × носових 533-мм ТА для стрільби торпедами (26 торпед) та ракетами (6-8 × ПКР «Гарпун» та 12 × крилатих ракет «Томагавк»)             | 1993–по т.ч.                                  | | |                                                                        |
| 120                                              | «Санта-Фе»              | «Лос-Анджелес» III серія 688i                                | 58836296               | Electric Boat (General Dynamics), Гротон                     | 9 липня 199112 грудня 19928 січня 1994           | 4 × носових 533-мм ТА для стрільби торпедами (26 торпед) та ракетами (6-8 × ПКР «Гарпун» та 12 × крилатих ракет «Томагавк»)             | 1994–по т.ч.                                  | | |                                                                        |
| 121                                              | «Бойсі»                 | «Лос-Анджелес» III серія 688i                                | 58836296               | Newport News Shipbuilding, Ньюпорт-Ньюс                      | 25 серпня 198823 березня 19917 листопада 1992    | 4 × носових 533-мм ТА для стрільби торпедами (26 торпед) та ракетами (6-8 × ПКР «Гарпун» та 12 × крилатих ракет «Томагавк»)             | 1992–по т.ч.                                  | | |                                                                        |
| 122                                              | «Монтпілієр»            | «Лос-Анджелес» III серія 688i                                | 58836296               | Newport News Shipbuilding, Ньюпорт-Ньюс                      | 19 травня 198923 серпня 199113 березня 1993      | 4 × носових 533-мм ТА для стрільби торпедами (26 торпед) та ракетами (6-8 × ПКР «Гарпун» та 12 × крилатих ракет «Томагавк»)             | 1993–по т.ч.                                  | | |                                                                        |
| 123                                              | «Шарлотт»               | «Лос-Анджелес» III серія 688i                                | 58836296               | Newport News Shipbuilding, Ньюпорт-Ньюс                      | 17 серпня 19903 жовтня 199216 вересня 1994       | 4 × носових 533-мм ТА для стрільби торпедами (26 торпед) та ракетами (6-8 × ПКР «Гарпун» та 12 × крилатих ракет «Томагавк»)             | 1994–по т.ч.                                  | | |                                                                        |
| 124                                              | «Гемптон»               | «Лос-Анджелес» III серія 688i                                | 58836296               | Newport News Shipbuilding, Ньюпорт-Ньюс                      | 2 березня 19903 квітня 199216 листопада 1993     | 4 × носових 533-мм ТА для стрільби торпедами (26 торпед) та ракетами (6-8 × ПКР «Гарпун» та 12 × крилатих ракет «Томагавк»)             | 1993–по т.ч.                                  | | |                                                                        |
| 125                                              | «Гартфорд»              | «Лос-Анджелес» III серія 688i                                | 58836296               | Electric Boat (General Dynamics), Гротон                     | 22 лютого 19924 грудня 199310 грудня 1994        | 4 × носових 533-мм ТА для стрільби торпедами (26 торпед) та ракетами (6-8 × ПКР «Гарпун» та 12 × крилатих ракет «Томагавк»)             | 1994–по т.ч.                                  | | |                                                                        |
| 126                                              | «Толедо»                | «Лос-Анджелес» III серія 688i                                | 58836296               | Newport News Shipbuilding, Ньюпорт-Ньюс                      | 6 травня 199128 серпня 199324 лютого 1995        | 4 × носових 533-мм ТА для стрільби торпедами (26 торпед) та ракетами (6-8 × ПКР «Гарпун» та 12 × крилатих ракет «Томагавк»)             | 1995–по т.ч.                                  | | |                                                                        |
| 127                                              | «Тусон»                 | «Лос-Анджелес» III серія 688i                                | 58836296               | Newport News Shipbuilding, Ньюпорт-Ньюс                      | 15 серпня 199120 березня 199418 серпня 1995      | 4 × носових 533-мм ТА для стрільби торпедами (26 торпед) та ракетами (6-8 × ПКР «Гарпун» та 12 × крилатих ракет «Томагавк»)             | 1995–по т.ч.                                  | | |                                                                        |
| 128                                              | «Коламбія»              | «Лос-Анджелес» III серія 688i                                | 58836296               | Electric Boat (General Dynamics), Гротон                     | 21 квітня 199324 вересня 19949 жовтня 1995       | 4 × носових 533-мм ТА для стрільби торпедами (26 торпед) та ракетами (6-8 × ПКР «Гарпун» та 12 × крилатих ракет «Томагавк»)             | 1995–по т.ч.                                  | | |                                                                        |
| 129                                              | «Грінвілл»              | «Лос-Анджелес» III серія 688i                                | 58836296               | Newport News Shipbuilding, Ньюпорт-Ньюс                      | 28 лютого 199217 вересня 199416 лютого 1996      | 4 × носових 533-мм ТА для стрільби торпедами (26 торпед) та ракетами (6-8 × ПКР «Гарпун» та 12 × крилатих ракет «Томагавк»)             | 1996–по т.ч.                                  | | |                                                                        |
| 130                                              | «Шаєнн»                 | «Лос-Анджелес» III серія 688i                                | 58836296               | Newport News Shipbuilding, Ньюпорт-Ньюс                      | 6 липня 199216 квітня 199513 вересня 1996        | 4 × носових 533-мм ТА для стрільби торпедами (26 торпед) та ракетами (6-8 × ПКР «Гарпун» та 12 × крилатих ракет «Томагавк»)             | 1996–по т.ч.                                  | | |                                                                        |

### Підводні човни атомні з крилатими ракетами (ПЧАРК)
| №                                          | Назва      | Зображення                                   | Підтип       | Водотон., т надв.підв. | Корабельня                               | Озброєння                                                                                               | Закладений Спуск на воду Введений            | На службі    | Доля                                                                            | Прим.                                                               |
| ------------------------------------------ | ---------- | -------------------------------------------- | ------------ | ---------------------- | ---------------------------------------- | --- | -------------------------------------------- | ------------ | ------------------------------------------------------------------------------- | ------------------------------------------------------------------- |
| Підводні човни атомні з крилатими ракетами |            |                                              |              |                        |                                          | |                                              |              |                                                                                 |                                                                     |
| 131                                        | «Гелібат»  |                                              | «Гелібат»    | 36555000               | Mare Island Naval Shipyard, Вальєхо      | 4 носових та 2 кормових 533-мм ТА (24 торпеди) 1 ПУ КР «Регулюс» (5 x «Регулюс» I або 2 x «Регулюс» II) | 11 квітня 19579 січня 19594 січня 1960       | 1960–1986    | 30 квітня 1986 року виведений зі складу флоту; 9 вересня 1994 року утилізований | 15 квітня 1965 року переобладнаний у багатоцільовий підводний човен |
| Підводні човни типу «Огайо» (4 одиниці)    |            |                                              |              |                        |                                          | |                                              |              |                                                                                 |                                                                     |
| 132                                        | «Огайо»    |                                              | «Огайо» SSGN | 1676418750             | Electric Boat (General Dynamics), Гротон | 22 ПУ для стрільби ракетами BGM-109 «Томагавк» (154 од.)                                                | 10 квітня 19767 квітня 197911 листопада 1981 | 1981–по т.ч. |                                                                                 | у 2002—2008 роках переобладнані на атомний ПЧ з крилатими ракетами  |
| 133                                        | «Мічиган»  | 4 квітня 197726 квітня 198011 вересня 1982   | «Огайо» SSGN | 1676418750             | Electric Boat (General Dynamics), Гротон | 22 ПУ для стрільби ракетами BGM-109 «Томагавк» (154 од.)                                                | 1982–по т.ч.                                 |              |                                                                                 | у 2002—2008 роках переобладнані на атомний ПЧ з крилатими ракетами  |
| 134                                        | «Флорида»  | 4 червня 197611 листопада 198118 червня 1983 | «Огайо» SSGN | 1676418750             | Electric Boat (General Dynamics), Гротон | 22 ПУ для стрільби ракетами BGM-109 «Томагавк» (154 од.)                                                | 1983–по т.ч.                                 |              |                                                                                 | у 2002—2008 роках переобладнані на атомний ПЧ з крилатими ракетами  |
| 135                                        | «Джорджія» | 7 квітня 19796 листопада 198211 лютого 1984  | «Огайо» SSGN | 1676418750             | Electric Boat (General Dynamics), Гротон | 22 ПУ для стрільби ракетами BGM-109 «Томагавк» (154 од.)                                                | 1984–по т.ч.                                 |              |                                                                                 | у 2002—2008 роках переобладнані на атомний ПЧ з крилатими ракетами  |

### Підводні човни атомні з балістичними ракетами (ПЧАРБ)
| №                                                     | Назва                     | Зображення                                   | Підтип               | Водотон., т надв.підв. | Корабельня                                     | Озброєння                                                                                  | Закладений Спуск на воду Введений             | На службі | Доля                                                                               | Прим.                                                             |
| ----------------------------------------------------- | ------------------------- | -------------------------------------------- | -------------------- | ---------------------- | ---------------------------------------------- | ------------------------------------------------------------------------------------------ | --------------------------------------------- | --- | ---------------------------------------------------------------------------------- | ----------------------------------------------------------------- |
| Підводні човни атомні з балістичними ракетами         |                           |                                              |                      |                        |                                                |                                                                                            |                                               | |                                                                                    |                                                                   |
| Підводні човни типу «Джордж Вашингтон» (5 одиниць)    |                           |                                              |                      |                        |                                                |                                                                                            |                                               | |                                                                                    |                                                                   |
| 136                                                   | «Джордж Вашингтон»        |                                              | «Джордж Вашингтон»   | 5959–60196709–6888     | Electric Boat (General Dynamics), Гротон       | 16 БРПЧ UGM-27 «Поларіс» 6 × 533-мм ТА                                                     | 1 листопада 19589 липня 195930 грудня 1959    | 1959–1985 | 24 січня 1985 року виведений зі складу флоту; 30 вересня 1998 року утилізований    |                                                                   |
| 137                                                   | «Патрік Генрі»            | 27 травня 195822 вересня 195911 квітня 1960  | «Джордж Вашингтон»   | 5959–60196709–6888     | Electric Boat (General Dynamics), Гротон       | 16 БРПЧ UGM-27 «Поларіс» 6 × 533-мм ТА                                                     | 1960–1984                                     | 25 травня 1984 року виведений зі складу флоту; 21 серпня 1997 року утилізований                                                        |                                                                                    |                                                                   |
| 138                                                   | «Теодор Рузвельт»         | Mare Island Naval Shipyard, Вальєхо          | «Джордж Вашингтон»   | 5959–60196709–6888     | 20 травня 19583 жовтня 195913 лютого 1961      | 16 БРПЧ UGM-27 «Поларіс» 6 × 533-мм ТА                                                     | 1961–1981                                     | 28 січня 1981 року виведений зі складу флоту; 24 березня 1995 року утилізований                                                        |                                                                                    |                                                                   |
| 139                                                   | «Роберт Лі»               | Newport News Shipbuilding, Ньюпорт-Ньюс      | «Джордж Вашингтон»   | 5959–60196709–6888     | 25 квітня 195818 грудня 195916 вересня 1960    | 16 БРПЧ UGM-27 «Поларіс» 6 × 533-мм ТА                                                     | 1960–1983                                     | 1 грудня 1983 року виведений зі складу флоту; 30 вересня 1991 року утилізований                                                        |                                                                                    |                                                                   |
| 140                                                   | «Авраам Лінкольн»         | Portsmouth Naval Shipyard, Портсмут          | «Джордж Вашингтон»   | 5959–60196709–6888     | 1 листопада 195814 травня 196011 березня 1961  | 16 БРПЧ UGM-27 «Поларіс» 6 × 533-мм ТА                                                     | 1961–1981                                     | 26 лютого 1981] року виведений зі складу флоту; 10 травня 1994 року утилізований                                                       |                                                                                    |                                                                   |
| Підводні човни типу «Етен Аллен» (5 одиниць)          |                           |                                              |                      |                        |                                                |                                                                                            |                                               | |                                                                                    |                                                                   |
| 141                                                   | «Етен Аллен»              |                                              | «Етен Аллен»         | 64007900—8000          | Electric Boat (General Dynamics), Гротон       | 16 БРПЧ UGM-27 «Поларіс» 4 × 533-мм ТА                                                     | 14 вересня 195922 листопада 19608 серпня 1961 | 1961–1983 | 2 квітня 1983 року виведений зі складу флоту; 30 липня 1999 року утилізований      |                                                                   |
| 142                                                   | «Сем Г'юстон»             | Newport News Shipbuilding, Ньюпорт-Ньюс      | «Етен Аллен»         | 64007900—8000          | 28 грудня 19592 лютого 19616 березня 1962      | 16 БРПЧ UGM-27 «Поларіс» 4 × 533-мм ТА                                                     | 1962–1991                                     | 6 вересня 1991 року виведений зі складу флоту; 3 лютого 1992 року утилізований                                                         |                                                                                    |                                                                   |
| 143                                                   | «Томас Едісон»            | Electric Boat (General Dynamics), Гротон     | «Етен Аллен»         | 64007900—8000          | 15 березня 196015 червня 196110 березня 1962   | 16 БРПЧ UGM-27 «Поларіс» 4 × 533-мм ТА                                                     | 1962–1983                                     | 1 грудня 1983 року виведений зі складу флоту; 1 грудня 1997 року утилізований                                                          |                                                                                    |                                                                   |
| 144                                                   | «Джон Маршалл»            | Newport News Shipbuilding, Ньюпорт-Ньюс      | «Етен Аллен»         | 64007900—8000          | 4 квітня 196015 липня 196121 травня 1962       | 16 БРПЧ UGM-27 «Поларіс» 4 × 533-мм ТА                                                     | 1962–1992                                     | 22 липня 1992 року виведений зі складу флоту; 29 березня 1993 року утилізований                                                        |                                                                                    |                                                                   |
| 145                                                   | «Томас Джефферсон»        | Newport News Shipbuilding, Ньюпорт-Ньюс      | «Етен Аллен»         | 64007900—8000          | 3 лютого 196124 лютого 19624 січня 1963        | 16 БРПЧ UGM-27 «Поларіс» 4 × 533-мм ТА                                                     | 1963–1986                                     | 30 квітня 1986 року виведений зі складу флоту; 6 березня 1998 року утилізований                                                        |                                                                                    |                                                                   |
| Підводні човни типу «Лафаєт» (9 одиниць)              |                           |                                              |                      |                        |                                                |                                                                                            |                                               | |                                                                                    |                                                                   |
| 146                                                   | «Лафаєт»                  |                                              | «Лафаєт»             | 74438383               | Electric Boat (General Dynamics), Гротон       | 16 БРПЧ UGM-27 «Поларіс» 4 × 533-мм ТА                                                     | 17 січня 19618 травня 196223 квітня 1963      | 1963–1991 | 12 серпня 1991 року виведений зі складу флоту; 25 лютого 1992 року утилізований    |                                                                   |
| 147                                                   | «Александер Гамілтон»     | 26 червня 196118 серпня 196227 червня 1963   | «Лафаєт»             | 74438383               | Electric Boat (General Dynamics), Гротон       | 16 БРПЧ UGM-27 «Поларіс» 4 × 533-мм ТА                                                     | 1963–1993                                     | 23 лютого 1993 року виведений зі складу флоту; 28 лютого 1994 року утилізований                                                        |                                                                                    |                                                                   |
| 148                                                   | «Ендрю Джексон»           | Mare Island Naval Shipyard, Вальєхо          | «Лафаєт»             | 74438383               | 26 квітня 196115 вересня 19623 липня 1963      | 16 БРПЧ UGM-27 «Поларіс» 4 × 533-мм ТА                                                     | 1963–1989                                     | 31 серпня 1989 року виведений зі складу флоту; 28 лютого 1994 року утилізований                                                        |                                                                                    |                                                                   |
| 149                                                   | «Джон Адамс»              | Portsmouth Naval Shipyard, Портсмут          | «Лафаєт»             | 74438383               | 19 травня 196112 січня 196312 травня 1964      | 16 БРПЧ UGM-27 «Поларіс» 4 × 533-мм ТА                                                     | 1964–1989                                     | 24 березня 1989 року виведений зі складу флоту; 12 лютого 1996 року утилізований                                                       |                                                                                    |                                                                   |
| 150                                                   | «Джеймс Монро»            | Newport News Shipbuilding, Ньюпорт-Ньюс      | «Лафаєт»             | 74438383               | 31 липня 19614 серпня 19627 грудня 1963        | 16 БРПЧ UGM-27 «Поларіс» 4 × 533-мм ТА                                                     | 1963–1990                                     | 25 вересня 1990 року виведений зі складу флоту; 10 січня 1995 року утилізований                                                        |                                                                                    |                                                                   |
| 151                                                   | «Натан Хейл»              | Electric Boat (General Dynamics), Гротон     | «Лафаєт»             | 74438383               | 2 листопада 196212 січня 196323 листопада 1963 | 16 БРПЧ UGM-27 «Поларіс» 4 × 533-мм ТА                                                     | 1963–1987                                     | 31 січня 1987 року виведений зі складу флоту; 5 квітня 1994 року утилізований                                                          |                                                                                    |                                                                   |
| 152                                                   | «Вудро Вілсон»            | Mare Island Naval Shipyard, Вальєхо          | «Лафаєт»             | 74438383               | 13 вересня 196122 лютого 196327 грудня 1963    | 16 БРПЧ UGM-27 «Поларіс» 4 × 533-мм ТА                                                     | 1963–1994                                     | 1 вересня 1994 року виведений зі складу флоту; 27 жовтня 1998 року утилізований                                                        |                                                                                    |                                                                   |
| 153                                                   | «Генрі Клей»              | Newport News Shipbuilding, Ньюпорт-Ньюс      | «Лафаєт»             | 74438383               | 23 жовтня 196130 листопада 196220 лютого 1964  | 16 БРПЧ UGM-27 «Поларіс» 4 × 533-мм ТА                                                     | 1964–1990                                     | 5 листопада 1990 року виведений зі складу флоту; 30 вересня 1997 року утилізований                                                     |                                                                                    |                                                                   |
| 154                                                   | «Даніель Вебстер»         | Electric Boat (General Dynamics), Гротон     | «Лафаєт»             | 74438383               | 28 грудня 196127 квітня 19639 квітня 1964      | 16 БРПЧ UGM-27 «Поларіс» 4 × 533-мм ТА                                                     | 1964–1990                                     | 30 серпня 1990 року виведений зі складу флоту; перетворений на пришвартований навчальний ПЧ MTS-626                                    |                                                                                    |                                                                   |
| Підводні човни типу «Джеймс Медісон» (10 одиниць)     |                           |                                              |                      |                        |                                                |                                                                                            |                                               | |                                                                                    |                                                                   |
| 155                                                   | «Джеймс Медісон»          |                                              | «Джеймс Медісон»     | 74438383               | Newport News Shipbuilding, Ньюпорт-Ньюс        | 16 БРПЧ UGM-27 «Поларіс» 4 × 533-мм ТА                                                     | 5 березня 196215 березня 196328 липня 1964    | 1964–1992 | 20 листопада 1992 року виведений зі складу флоту; 24 жовтня 1997 року утилізований |                                                                   |
| 156                                                   | «Текумсе»                 | Electric Boat (General Dynamics), Гротон     | «Джеймс Медісон»     | 74438383               | 1 червня 196222 червня 196329 травня 1964      | 16 БРПЧ UGM-27 «Поларіс» 4 × 533-мм ТА                                                     | 1964–1993                                     | 23 липня 1993 року виведений зі складу флоту; 24 жовтня 1997 року утилізований                                                         |                                                                                    |                                                                   |
| 157                                                   | «Деніель Бун»             | Mare Island Naval Shipyard, Вальєхо          | «Джеймс Медісон»     | 74438383               | 6 лютого 196222 червня 196323 квітня 1964      | 16 БРПЧ UGM-27 «Поларіс» 4 × 533-мм ТА                                                     | 1964–1994                                     | 18 лютого 1994 року виведений зі складу флоту; 4 листопада 1994 року утилізований                                                      |                                                                                    |                                                                   |
| 158                                                   | «Джон Келхун»             | Newport News Shipbuilding, Ньюпорт-Ньюс      | «Джеймс Медісон»     | 74438383               | 4 червня 196222 червня 196315 вересня 1964     | 16 БРПЧ UGM-27 «Поларіс» 4 × 533-мм ТА                                                     | 1964–1994                                     | 28 березня 1994 року виведений зі складу флоту; 18 листопада 1994 року утилізований                                                    |                                                                                    |                                                                   |
| 159                                                   | «Улісс Грант»             | Electric Boat (General Dynamics), Гротон     | «Джеймс Медісон»     | 74438383               | 18 серпня 19622 листопада 196317 липня 1964    | 16 БРПЧ UGM-27 «Поларіс» 4 × 533-мм ТА                                                     | 1964–1992                                     | 12 червня 1992 року виведений зі складу флоту; 23 жовтня 1993 року утилізований                                                        |                                                                                    |                                                                   |
| 160                                                   | «Фон Штойбен»             | Newport News Shipbuilding, Ньюпорт-Ньюс      | «Джеймс Медісон»     | 74438383               | 4 вересня 196218 жовтня 196330 вересня 1964    | 16 БРПЧ UGM-27 «Поларіс» 4 × 533-мм ТА                                                     | 1964–1994                                     | 26 лютого 1994 року виведений зі складу флоту; 30 жовтня 2001 року утилізований                                                        |                                                                                    |                                                                   |
| 161                                                   | «Казимир Пуласький»       | Electric Boat (General Dynamics), Гротон     | «Джеймс Медісон»     | 74438383               | 12 січня 19631 лютого 196414 серпня 1964       | 16 БРПЧ UGM-27 «Поларіс» 4 × 533-мм ТА                                                     | 1964–1994                                     | 7 березня 1994 року виведений зі складу флоту; 21 жовтня 1994 року утилізований                                                        |                                                                                    |                                                                   |
| 162                                                   | «Стоунвол Джексон»        | Mare Island Naval Shipyard, Вальєхо          | «Джеймс Медісон»     | 74438383               | 4 липня 196230 листопада 196326 серпня 1964    | 16 БРПЧ UGM-27 «Поларіс» 4 × 533-мм ТА                                                     | 1964–1995                                     | 9 лютого 1995 року виведений зі складу флоту; 13 жовтня 1995 року утилізований                                                         |                                                                                    |                                                                   |
| 163                                                   | «Сем Рейберн»             | Newport News Shipbuilding, Ньюпорт-Ньюс      | «Джеймс Медісон»     | 74438383               | 3 грудня 196220 грудня 19632 грудня 1964       | 16 БРПЧ UGM-27 «Поларіс» 4 × 533-мм ТА                                                     | 1964–1989                                     | 31 липня 1989 року виведений зі складу флоту; перетворений на пришвартований навчальний ПЧ; 3 квітня 2021 року виведений до утилізації |                                                                                    |                                                                   |
| 164                                                   | «Натаніель Грін»          | Portsmouth Naval Shipyard, Портсмут          | «Джеймс Медісон»     | 74438383               | 21 травня 196212 травня 196419 грудня 1964     | 16 БРПЧ UGM-27 «Поларіс» 4 × 533-мм ТА                                                     | 1964–1987                                     | 31 січня 1987 року виведений зі складу флоту; 20 жовтня 2000 року утилізований                                                         |                                                                                    |                                                                   |
| Підводні човни типу «Бенджамін Франклін» (12 одиниць) |                           |                                              |                      |                        |                                                |                                                                                            |                                               | |                                                                                    |                                                                   |
| 165                                                   | «Бенджамін Франклін»      |                                              | «Бенджамін Франклін» | 74438383               | Electric Boat (General Dynamics), Гротон       | 16 БРПЧ UGM-27 «Поларіс» 4 × 533-мм ТА                                                     | 1 листопада 196225 травня 19635 грудня 1964   | 1964–1992 | 20 листопада 1992 року виведений зі складу флоту; 24 жовтня 1997 року утилізований |                                                                   |
| 166                                                   | «Сімон Болівар»           | Newport News Shipbuilding, Ньюпорт-Ньюс      | «Бенджамін Франклін» | 74438383               | 17 квітня 196322 серпня 196429 жовтня 1965     | 16 БРПЧ UGM-27 «Поларіс» 4 × 533-мм ТА                                                     | 1965–1995                                     | 24 лютого 1995 року виведений зі складу флоту; 1 грудня 1995 року утилізований                                                         |                                                                                    |                                                                   |
| 167                                                   | «Камегамега»              | Mare Island Naval Shipyard, Вальєхо          | «Бенджамін Франклін» | 74438383               | 2 травня 196316 січня 196510 грудня 1965       | 16 БРПЧ UGM-27 «Поларіс» 4 × 533-мм ТА                                                     | 1965–2002                                     | 2 квітня 2002 року виведений зі складу флоту; 28 лютого 2003 року утилізований                                                         |                                                                                    |                                                                   |
| 168                                                   | «Джордж Банкрофт»         | Electric Boat (General Dynamics), Гротон     | «Бенджамін Франклін» | 74438383               | 24 серпня 196320 березня 196522 січня 1966     | 16 БРПЧ UGM-27 «Поларіс» 4 × 533-мм ТА                                                     | 1966–1993                                     | 21 вересня 1993 року виведений зі складу флоту; 30 березня 1998 року утилізований                                                      |                                                                                    |                                                                   |
| 169                                                   | «Льюїс та Кларк»          | Newport News Shipbuilding, Ньюпорт-Ньюс      | «Бенджамін Франклін» | 74438383               | 29 липня 196321 листопада 196422 грудня 1965   | 16 БРПЧ UGM-27 «Поларіс» 4 × 533-мм ТА                                                     | 1965–1992                                     | 1 серпня 1992 року виведений зі складу флоту; 23 вересня 1996 року утилізований                                                        |                                                                                    |                                                                   |
| 170                                                   | «Джеймс Полк»             | Electric Boat (General Dynamics), Гротон     | «Бенджамін Франклін» | 74438383               | 23 листопада 196322 травня 196516 квітня 1966  | 16 БРПЧ UGM-27 «Поларіс» 4 × 533-мм ТА                                                     | 1966–1999                                     | 8 січня 1999 року виведений зі складу флоту; 26 квітня 2000 року утилізований                                                          |                                                                                    |                                                                   |
| 171                                                   | «Джордж Маршалл»          | Newport News Shipbuilding, Ньюпорт-Ньюс      | «Бенджамін Франклін» | 74438383               | 2 березня 196421 травня 196529 квітня 1966     | 16 БРПЧ UGM-27 «Поларіс» 4 × 533-мм ТА                                                     | 1966–1992                                     | 24 вересня 1992 року виведений зі складу флоту; 28 лютого 1994 року утилізований                                                       |                                                                                    |                                                                   |
| 172                                                   | «Генрі Стімсон»           | Electric Boat (General Dynamics), Гротон     | «Бенджамін Франклін» | 74438383               | 4 квітня 196413 листопада 196520 серпня 1966   | 16 БРПЧ UGM-27 «Поларіс» 4 × 533-мм ТА                                                     | 1966–1993                                     | 5 травня 1993 року виведений зі складу флоту; 12 серпня 1994 року утилізований                                                         |                                                                                    |                                                                   |
| 173                                                   | «Джордж Вашингтон Карвер» | Newport News Shipbuilding, Ньюпорт-Ньюс      | «Бенджамін Франклін» | 74438383               | 24 серпня 196414 серпня 196515 червня 1966     | 16 БРПЧ UGM-27 «Поларіс» 4 × 533-мм ТА                                                     | 1966–1993                                     | 18 березня 1993 року виведений зі складу флоту; 21 березня 1994 року утилізований                                                      |                                                                                    |                                                                   |
| 174                                                   | «Френсіс Скотт Кі»        | Electric Boat (General Dynamics), Гротон     | «Бенджамін Франклін» | 74438383               | 5 грудня 196423 квітня 19653 грудня 1966       | 16 БРПЧ UGM-27 «Поларіс» 4 × 533-мм ТА                                                     | 1966–1993                                     | 2 вересня 1993 року виведений зі складу флоту; 1 вересня 1995 року утилізований                                                        |                                                                                    |                                                                   |
| 175                                                   | «Маріано Валлехо»         | Mare Island Naval Shipyard, Вальєхо          | «Бенджамін Франклін» | 74438383               | 7 липня 196423 жовтня 196516 грудня 1965       | 16 БРПЧ UGM-27 «Поларіс» 4 × 533-мм ТА                                                     | 1966–1995                                     | 9 березня 1995 року виведений зі складу флоту; 22 грудня 1995 року утилізований                                                        |                                                                                    |                                                                   |
| 176                                                   | «Вілл Роджерс»            | Electric Boat (General Dynamics), Гротон     | «Бенджамін Франклін» | 74438383               | 20 березня 196521 липня 19661 квітня 1967      | 16 БРПЧ UGM-27 «Поларіс» 4 × 533-мм ТА                                                     | 1967–1993                                     | 12 квітня 1993 року виведений зі складу флоту; 12 серпня 1994 року утилізований                                                        |                                                                                    |                                                                   |
| Підводні човни типу «Огайо» (18 одиниць)              |                           |                                              |                      |                        |                                                |                                                                                            |                                               | |                                                                                    |                                                                   |
| ★                                                     | «Огайо»                   |                                              | «Огайо» SSGN         | 1676418750             | Electric Boat (General Dynamics), Гротон       | 24 ПУ для стрільби балістичними ракетами UGM-133A «Трайдент II» (по 12 РГЧ ІН W76 або W88) | 10 квітня 19767 квітня 197911 листопада 1981  | 1981–по т.ч. |                                                                                    | у 2002—2008 роках переобладнані на атомні ПЧ з крилатими ракетами |
| ★                                                     | «Мічиган»                 | 4 квітня 197726 квітня 198011 вересня 1982   | «Огайо» SSGN         | 1676418750             | Electric Boat (General Dynamics), Гротон       | 24 ПУ для стрільби балістичними ракетами UGM-133A «Трайдент II» (по 12 РГЧ ІН W76 або W88) | 1982–по т.ч.                                  | |                                                                                    | у 2002—2008 роках переобладнані на атомні ПЧ з крилатими ракетами |
| ★                                                     | «Флорида»                 | 4 червня 197611 листопада 198118 червня 1983 | «Огайо» SSGN         | 1676418750             | Electric Boat (General Dynamics), Гротон       | 24 ПУ для стрільби балістичними ракетами UGM-133A «Трайдент II» (по 12 РГЧ ІН W76 або W88) | 1983–по т.ч.                                  | |                                                                                    | у 2002—2008 роках переобладнані на атомні ПЧ з крилатими ракетами |
| ★                                                     | «Джорджія»                | 7 квітня 19796 листопада 198211 лютого 1984  | «Огайо» SSGN         | 1676418750             | Electric Boat (General Dynamics), Гротон       | 24 ПУ для стрільби балістичними ракетами UGM-133A «Трайдент II» (по 12 РГЧ ІН W76 або W88) | 1984–по т.ч.                                  | |                                                                                    | у 2002—2008 роках переобладнані на атомні ПЧ з крилатими ракетами |
| 177                                                   | «Генрі Джексон»           | 19 січня 198115 жовтня 19836 жовтня 1984     | «Огайо» SSGN         | 1676418750             | Electric Boat (General Dynamics), Гротон       | 24 ПУ для стрільби балістичними ракетами UGM-133A «Трайдент II» (по 12 РГЧ ІН W76 або W88) | 1984–по т.ч.                                  | |                                                                                    |                                                                   |
| 178                                                   | «Алабама»                 | 14 жовтня 198019 травня 198425 травня 1985   | «Огайо» SSGN         | 1676418750             | Electric Boat (General Dynamics), Гротон       | 24 ПУ для стрільби балістичними ракетами UGM-133A «Трайдент II» (по 12 РГЧ ІН W76 або W88) | 1985–по т.ч.                                  | |                                                                                    |                                                                   |
| 179                                                   | «Аляска»                  | 9 березня 198312 січня 198525 січня 1986     | «Огайо» SSGN         | 1676418750             | Electric Boat (General Dynamics), Гротон       | 24 ПУ для стрільби балістичними ракетами UGM-133A «Трайдент II» (по 12 РГЧ ІН W76 або W88) | 1986–по т.ч.                                  | |                                                                                    |                                                                   |
| 180                                                   | «Невада»                  | 8 серпня 198314 вересня 198516 серпня 1986   | «Огайо» SSGN         | 1676418750             | Electric Boat (General Dynamics), Гротон       | 24 ПУ для стрільби балістичними ракетами UGM-133A «Трайдент II» (по 12 РГЧ ІН W76 або W88) | 1986–по т.ч.                                  | |                                                                                    |                                                                   |
| 181                                                   | «Теннесі»                 | 9 червня 198613 грудня 198617 грудня 1988    | «Огайо» SSGN         | 1676418750             | Electric Boat (General Dynamics), Гротон       | 24 ПУ для стрільби балістичними ракетами UGM-133A «Трайдент II» (по 12 РГЧ ІН W76 або W88) | 1988–по т.ч.                                  | |                                                                                    |                                                                   |
| 182                                                   | «Пенсильванія»            | 10 січня 198423 квітня 19889 вересня 1989    | «Огайо» SSGN         | 1676418750             | Electric Boat (General Dynamics), Гротон       | 24 ПУ для стрільби балістичними ракетами UGM-133A «Трайдент II» (по 12 РГЧ ІН W76 або W88) | 1989–по т.ч.                                  | |                                                                                    |                                                                   |
| 183                                                   | «Західна Вірджинія»       | 24 жовтня 198714 жовтня 198920 жовтня 1990   | «Огайо» SSGN         | 1676418750             | Electric Boat (General Dynamics), Гротон       | 24 ПУ для стрільби балістичними ракетами UGM-133A «Трайдент II» (по 12 РГЧ ІН W76 або W88) | 1990–по т.ч.                                  | |                                                                                    |                                                                   |
| 184                                                   | «Кентуккі»                | 18 грудня 198711 серпня 199013 червня 1991   | «Огайо» SSGN         | 1676418750             | Electric Boat (General Dynamics), Гротон       | 24 ПУ для стрільби балістичними ракетами UGM-133A «Трайдент II» (по 12 РГЧ ІН W76 або W88) | 1991–по т.ч.                                  | |                                                                                    |                                                                   |
| 185                                                   | «Меріленд»                | 22 квітня 198610 серпня 199113 червня 1992   | «Огайо» SSGN         | 1676418750             | Electric Boat (General Dynamics), Гротон       | 24 ПУ для стрільби балістичними ракетами UGM-133A «Трайдент II» (по 12 РГЧ ІН W76 або W88) | 1992–по т.ч.                                  | |                                                                                    |                                                                   |
| 186                                                   | «Небраска»                | 6 червня 198715 серпня 199210 липня 1993     | «Огайо» SSGN         | 1676418750             | Electric Boat (General Dynamics), Гротон       | 24 ПУ для стрільби балістичними ракетами UGM-133A «Трайдент II» (по 12 РГЧ ІН W76 або W88) | 1993–по т.ч.                                  | |                                                                                    |                                                                   |
| 187                                                   | «Род-Айленд»              | 15 вересня 198817 липня 19939 липня 1994     | «Огайо» SSGN         | 1676418750             | Electric Boat (General Dynamics), Гротон       | 24 ПУ для стрільби балістичними ракетами UGM-133A «Трайдент II» (по 12 РГЧ ІН W76 або W88) | 1994–по т.ч.                                  | |                                                                                    |                                                                   |
| 188                                                   | «Мен»                     | 3 липня 199016 липня 199429 липня 1995       | «Огайо» SSGN         | 1676418750             | Electric Boat (General Dynamics), Гротон       | 24 ПУ для стрільби балістичними ракетами UGM-133A «Трайдент II» (по 12 РГЧ ІН W76 або W88) | 1995–по т.ч.                                  | |                                                                                    |                                                                   |
| 189                                                   | «Вайомінг»                | 8 серпня 199116 липня 199518 липня 1996      | «Огайо» SSGN         | 1676418750             | Electric Boat (General Dynamics), Гротон       | 24 ПУ для стрільби балістичними ракетами UGM-133A «Трайдент II» (по 12 РГЧ ІН W76 або W88) | 1996–по т.ч.                                  | |                                                                                    |                                                                   |
| 190                                                   | «Луїзіана»                | 23 жовтня 199227 липня 19966 вересня 1997    | «Огайо» SSGN         | 1676418750             | Electric Boat (General Dynamics), Гротон       | 24 ПУ для стрільби балістичними ракетами UGM-133A «Трайдент II» (по 12 РГЧ ІН W76 або W88) | 1997–по т.ч.                                  | |                                                                                    |                                                                   |

## Перелік атомних підводних човнів після Холодної війни

### Багатоцільові атомні підводні човни
| №                                                       | Назва            | Зображення                                  | Підтип                                      | Водотон., т надв.підв. | Корабельня                                    | Озброєння                                                                                              | Закладений Спуск на воду Введений          | На службі    | Доля | Прим. |
| ------------------------------------------------------- | ---------------- | ------------------------------------------- | ------------------------------------------- | ---------------------- | --------------------------------------------- | --- | ------------------------------------------ | ------------ | ---- | ----- |
| Багатоцільові атомні підводні човни                     |                  |                                             |                                             |                        |                                               | |                                            |              |      |       |
| Підводні човни типу «Сівулф» (3 одиниці)                |                  |                                             |                                             |                        |                                               | |                                            |              |      |       |
| 191                                                     | «Сівулф»         |                                             | «Сівулф» I підгрупа                         | 86009138               | Electric Boat (General Dynamics), Гротон      | 8 × 660-мм ТА (до 50 торпед або протикорабельних КР UGM-84 «Гарпун» і КР по наземних цілях «Томагавк») | 25 жовтня 198924 червня 199519 липня 1997  | 1997–по т.ч. |      |       |
| 192                                                     | «Коннектікут»    | 14 вересня 19921 вересня 199711 грудня 1998 | «Сівулф» I підгрупа                         | 86009138               | Electric Boat (General Dynamics), Гротон      | 8 × 660-мм ТА (до 50 торпед або протикорабельних КР UGM-84 «Гарпун» і КР по наземних цілях «Томагавк») | 1998–по т.ч.                               |              |      |       |
| 193                                                     | «Джіммі Картер»  |                                             | «Сівулф» II підгрупа                        | 860012139              | Electric Boat (General Dynamics), Гротон      | 8 × 660-мм ТА (до 50 торпед або протикорабельних КР UGM-84 «Гарпун» і КР по наземних цілях «Томагавк») | 5 грудня 199813 травня 200419 лютого 2005  | 2005–по т.ч. |      |       |
| Підводні човни типу «Вірджинія» (планується 66 одиниць) |                  |                                             |                                             |                        |                                               | |                                            |              |      |       |
| 194                                                     | «Вірджинія»      |                                             | «Вірджинія» блок I                          | 7900?                  | Electric Boat (General Dynamics), Гротон      | 4 × 533-мм ТА (до 27 торпед Mk-48) 12 вертикальних ПУ ракет «Томагавк»                                 | 2 вересня 199916 серпня 200323 жовтня 2004 | 2004–по т.ч. |      |       |
| 195                                                     | «Техас»          | Newport News Shipbuilding, Ньюпорт-Ньюс     | «Вірджинія» блок I                          | 7900?                  | 12 липня 20029 квітня 20059 вересня 2006      | 4 × 533-мм ТА (до 27 торпед Mk-48) 12 вертикальних ПУ ракет «Томагавк»                                 | 2006–по т.ч.                               |              |      |       |
| 196                                                     | «Гаваї»          | Electric Boat (General Dynamics), Гротон    | «Вірджинія» блок I                          | 7900?                  | 27 серпня 200417 червня 20065 травня 2007     | 4 × 533-мм ТА (до 27 торпед Mk-48) 12 вертикальних ПУ ракет «Томагавк»                                 | 2007–по т.ч.                               |              |      |       |
| 197                                                     | «Норт Керолайна» | Newport News Shipbuilding, Ньюпорт-Ньюс     | «Вірджинія» блок I                          | 7900?                  | 22 травня 20045 травня 20073 травня 2008      | 4 × 533-мм ТА (до 27 торпед Mk-48) 12 вертикальних ПУ ракет «Томагавк»                                 | 2008–по т.ч.                               |              |      |       |
| 198                                                     | «Нью-Гемпшир»    | «Вірджинія» блок II                         | Electric Boat (General Dynamics), Гротон    | 7900?                  | 30 квітня 200721 лютого 200825 жовтня 2008    | 4 × 533-мм ТА (до 27 торпед Mk-48) 12 вертикальних ПУ ракет «Томагавк»                                 | 2008–по т.ч.                               |              |      |       |
| 199                                                     | «Нью-Мексико»    | «Вірджинія» блок II                         | Newport News Shipbuilding, Ньюпорт-Ньюс     | 7900?                  | 12 квітня 200818 січня 200927 березня 2010    | 4 × 533-мм ТА (до 27 торпед Mk-48) 12 вертикальних ПУ ракет «Томагавк»                                 | 2010–по т.ч.                               |              |      |       |
| 200                                                     | «Міссурі»        | «Вірджинія» блок II                         | Electric Boat (General Dynamics), Гротон    | 7900?                  | 27 вересня 200820 листопада 200931 липня 2010 | 4 × 533-мм ТА (до 27 торпед Mk-48) 12 вертикальних ПУ ракет «Томагавк»                                 | 2010–по т.ч.                               |              |      |       |
| 201                                                     | «Каліфорнія»     | «Вірджинія» блок II                         | Huntington Ingalls Industries, Ньюпорт-Ньюс | 7900?                  | 1 травня 200914 листопада 201029 жовтня 2011  | 4 × 533-мм ТА (до 27 торпед Mk-48) 12 вертикальних ПУ ракет «Томагавк»                                 | 2011–по т.ч.                               |              |      |       |
| 202                                                     | «Міссіссіппі»    | «Вірджинія» блок II                         | Electric Boat (General Dynamics), Гротон    | 7900?                  | 9 червня 20103 грудня 20111 червня 2012       | 4 × 533-мм ТА (до 27 торпед Mk-48) 12 вертикальних ПУ ракет «Томагавк»                                 | 2012–по т.ч.                               |              |      |       |
| 203                                                     | «Міннесота»      | «Вірджинія» блок II                         | Huntington Ingalls Industries, Ньюпорт-Ньюс | 7900?                  | 20 травня 201110 листопада 20127 вересня 2013 | 4 × 533-мм ТА (до 27 торпед Mk-48) 12 вертикальних ПУ ракет «Томагавк»                                 | 2013–по т.ч.                               |              |      |       |
| 204                                                     | «Норт Дакота»    | «Вірджинія» блок III                        | Electric Boat (General Dynamics), Гротон    | 7900?                  | 11 травня 201215 вересня 201329 серпня 2014   | 4 × 533-мм ТА (до 27 торпед Mk-48) 12 вертикальних ПУ ракет «Томагавк»                                 | 2014–по т.ч.                               |              |      |       |
| 205                                                     | «Джон Ворнер»    | «Вірджинія» блок III                        | Huntington Ingalls Industries, Ньюпорт-Ньюс | 7900?                  | 16 березня 201310 вересня 20141 серпня 2015   | 4 × 533-мм ТА (до 27 торпед Mk-48) 12 вертикальних ПУ ракет «Томагавк»                                 | 2015–по т.ч.                               |              |      |       |
| 206                                                     | «Іллінойс»       | «Вірджинія» блок III                        | Electric Boat (General Dynamics), Гротон    | 7900?                  | 2 червня 20148 серпня 201529 жовтня 2016      | 4 × 533-мм ТА (до 27 торпед Mk-48) 12 вертикальних ПУ ракет «Томагавк»                                 | 2016–по т.ч.                               |              |      |       |
| 207                                                     | «Вашингтон»      | «Вірджинія» блок III                        | Huntington Ingalls Industries, Ньюпорт-Ньюс | 7900?                  | 22 листопада 201425 березня 20167 жовтня 2017 | 4 × 533-мм ТА (до 27 торпед Mk-48) 12 вертикальних ПУ ракет «Томагавк»                                 | 2017–по т.ч.                               |              |      |       |
| 208                                                     | «Колорадо»       | «Вірджинія» блок III                        | Electric Boat (General Dynamics), Гротон    | 7900?                  | 7 березня 201529 грудня 201617 березня 2018   | 4 × 533-мм ТА (до 27 торпед Mk-48) 12 вертикальних ПУ ракет «Томагавк»                                 | 2018–по т.ч.                               |              |      |       |
| 209                                                     | «Індіана»        | «Вірджинія» блок III                        | Huntington Ingalls Industries, Ньюпорт-Ньюс | 7900?                  | 16 травня 20159 червня 201729 вересня 2018    | 4 × 533-мм ТА (до 27 торпед Mk-48) 12 вертикальних ПУ ракет «Томагавк»                                 | 2018–по т.ч.                               |              |      |       |
| 210                                                     | «Саут Дакота»    | «Вірджинія» блок III                        | Electric Boat (General Dynamics), Гротон    | 7900?                  | 4 квітня 201614 жовтня 20172 лютого 2019      | 4 × 533-мм ТА (до 27 торпед Mk-48) 12 вертикальних ПУ ракет «Томагавк»                                 | 2019–по т.ч.                               |              |      |       |
| 211                                                     | «Делавер»        | «Вірджинія» блок III                        | Huntington Ingalls Industries, Ньюпорт-Ньюс | 7900?                  | 30 квітня 201617 грудня 20184 квітня 2020     | 4 × 533-мм ТА (до 27 торпед Mk-48) 12 вертикальних ПУ ракет «Томагавк»                                 | 2020–по т.ч.                               |              |      |       |
| 212                                                     | «Вермонт»        | «Вірджинія» блок IV                         | Electric Boat (General Dynamics), Гротон    | 7900?                  | лютий 201720 жовтня 201818 квітня 2020        | 4 × 533-мм ТА (до 27 торпед Mk-48) 12 вертикальних ПУ ракет «Томагавк»                                 | 2020–по т.ч.                               |              |      |       |
| 213                                                     | «Орегон»         | «Вірджинія» блок IV                         | Electric Boat (General Dynamics), Гротон    | 7900?                  | 8 липня 20175 жовтня 201922 травня 2022       | 4 × 533-мм ТА (до 27 торпед Mk-48) 12 вертикальних ПУ ракет «Томагавк»                                 | 2022–по т.ч.                               |              |      |       |
| 214                                                     | «Монтана»        | «Вірджинія» блок IV                         | Huntington Ingalls Industries, Ньюпорт-Ньюс | 7900?                  | 16 травня 20188 лютого 202125 червня 2022     | 4 × 533-мм ТА (до 27 торпед Mk-48) 12 вертикальних ПУ ракет «Томагавк»                                 | 2022–по т.ч.                               |              |      |       |
| 215                                                     | «Хайман Ріковер» | «Вірджинія» блок IV                         | Electric Boat (General Dynamics), Гротон    | 7900?                  | 11 травня 201826 серпня 202114 жовтня 2023    | 4 × 533-мм ТА (до 27 торпед Mk-48) 12 вертикальних ПУ ракет «Томагавк»                                 | 2023–по т.ч.                               |              |      |       |
| 216                                                     | «Нью-Джерсі»     | «Вірджинія» блок IV                         | Huntington Ingalls Industries, Ньюпорт-Ньюс | 7900?                  | 25 березня 201914 квітня 202214 вересня 2024  | 4 × 533-мм ТА (до 27 торпед Mk-48) 12 вертикальних ПУ ракет «Томагавк»                                 | 2023–по т.ч.                               |              |      |       |
| 217                                                     | «Айова»          | «Вірджинія» блок IV                         | Electric Boat (General Dynamics), Гротон    | 7900?                  | 20 серпня 201918 червня 2023…                 | 4 × 533-мм ТА (до 27 торпед Mk-48) 12 вертикальних ПУ ракет «Томагавк»                                 | будується                                  |              |      |       |
| 218                                                     | «Массачусетс»    | «Вірджинія» блок IV                         | Huntington Ingalls Industries, Ньюпорт-Ньюс | 7900?                  | 11 грудня 202024 лютого 2024…                 | 4 × 533-мм ТА (до 27 торпед Mk-48) 12 вертикальних ПУ ракет «Томагавк»                                 | будується                                  |              |      |       |
| 219                                                     | «Айдахо»         | «Вірджинія» блок IV                         | Electric Boat (General Dynamics), Гротон    | 7900?                  | 24 серпня 202016 серпня 2024…                 | 4 × 533-мм ТА (до 27 торпед Mk-48) 12 вертикальних ПУ ракет «Томагавк»                                 | будується                                  |              |      |       |
| 220                                                     | «Арканзас»       | «Вірджинія» блок IV                         | Huntington Ingalls Industries, Ньюпорт-Ньюс | 7900?                  | 19 листопада 2022…                            | 4 × 533-мм ТА (до 27 торпед Mk-48) 12 вертикальних ПУ ракет «Томагавк»                                 | будується                                  |              |      |       |
| 221                                                     | «Юта»            | «Вірджинія» блок IV                         | Electric Boat (General Dynamics), Гротон    | 7900?                  | 1 вересня 2021…                               | 4 × 533-мм ТА (до 27 торпед Mk-48) 12 вертикальних ПУ ракет «Томагавк»                                 | будується                                  |              |      |       |
| 222                                                     | «Оклахома»       | «Вірджинія» блок V                          | Huntington Ingalls Industries, Ньюпорт-Ньюс | 7900?                  | 2 серпня 2023…                                | 4 × 533-мм ТА (до 27 торпед Mk-48) 12 вертикальних ПУ ракет «Томагавк»                                 | будується                                  |              |      |       |
| 223                                                     | «Аризона»        | «Вірджинія» блок V                          | Electric Boat (General Dynamics), Гротон    | 7900?                  | 7 грудня 2022…                                | 4 × 533-мм ТА (до 27 торпед Mk-48) 12 вертикальних ПУ ракет «Томагавк»                                 | будується                                  |              |      |       |
| 224                                                     | «Барб»           | «Вірджинія» блок V                          | Huntington Ingalls Industries, Ньюпорт-Ньюс | 7900?                  | 7 грудня 2022…                                | 4 × 533-мм ТА (до 27 торпед Mk-48) 12 вертикальних ПУ ракет «Томагавк»                                 | будується                                  |              |      |       |
| 225                                                     | «Тенг»           | «Вірджинія» блок V                          | Electric Boat (General Dynamics), Гротон    | 7900?                  | 17 серпня 2023…                               | 4 × 533-мм ТА (до 27 торпед Mk-48) 12 вертикальних ПУ ракет «Томагавк»                                 | будується                                  |              |      |       |

### Підводні човни атомні з балістичними ракетами (ПЧАРБ)
| №                                              | Назва               | Зображення | Підтип     | Водотон., т надв.підв. | Корабельня                               | Озброєння                                   | Закладений Спуск на воду Введений | На службі | Доля | Прим. |
| ---------------------------------------------- | ------------------- | ---------- | ---------- | ---------------------- | ---------------------------------------- | ------------------------------------------- | --------------------------------- | --------- | ---- | ----- |
| Підводні човни атомні з балістичними ракетами  |                     |            |            |                        |                                          |                                             |                                   |           |      |       |
| Підводні човни типу «Коламбія» 12 (планується) |                     |            |            |                        |                                          |                                             |                                   |           |      |       |
| 222                                            | «Дістрікт Коламбія» |            | «Коламбія» | ?21140                 | Electric Boat (General Dynamics), Гротон | 16 БРПЧ UGM-133 «Трайдент» II 2 × 533-мм ТА | 4 червня 2022…                    | будується |      |       |
| 223                                            | «Вісконсин»         |            | «Коламбія» | ?21140                 | Electric Boat (General Dynamics), Гротон | 16 БРПЧ UGM-133 «Трайдент» II 2 × 533-мм ТА |                                   |           |      |       |

Позначення:
★ — човни, що зазнали глибокої модернізації зі зміною типу (класу) корабля